# Construction en bois massif empilé

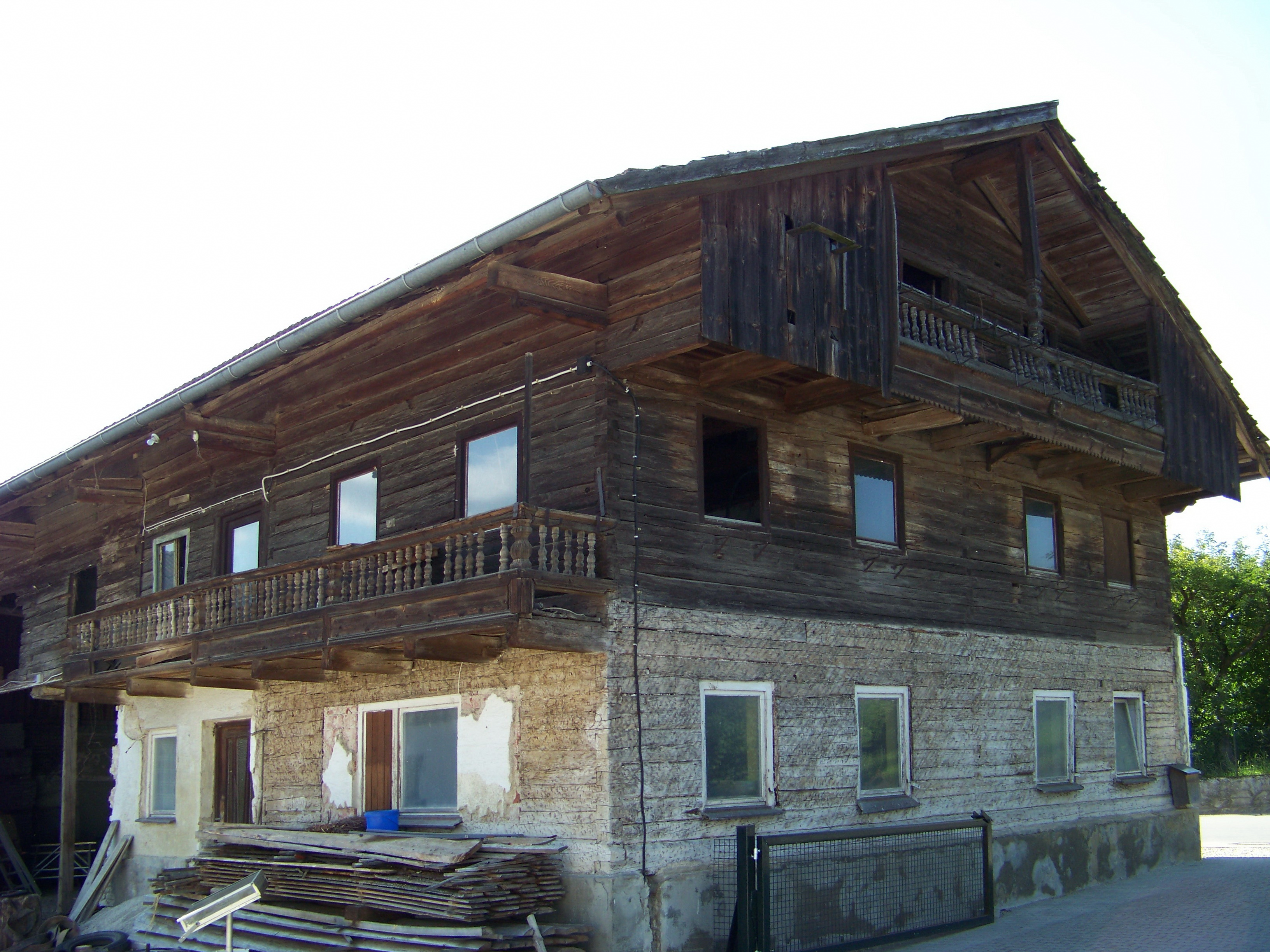
Maison en rondins empilés, Bavière.

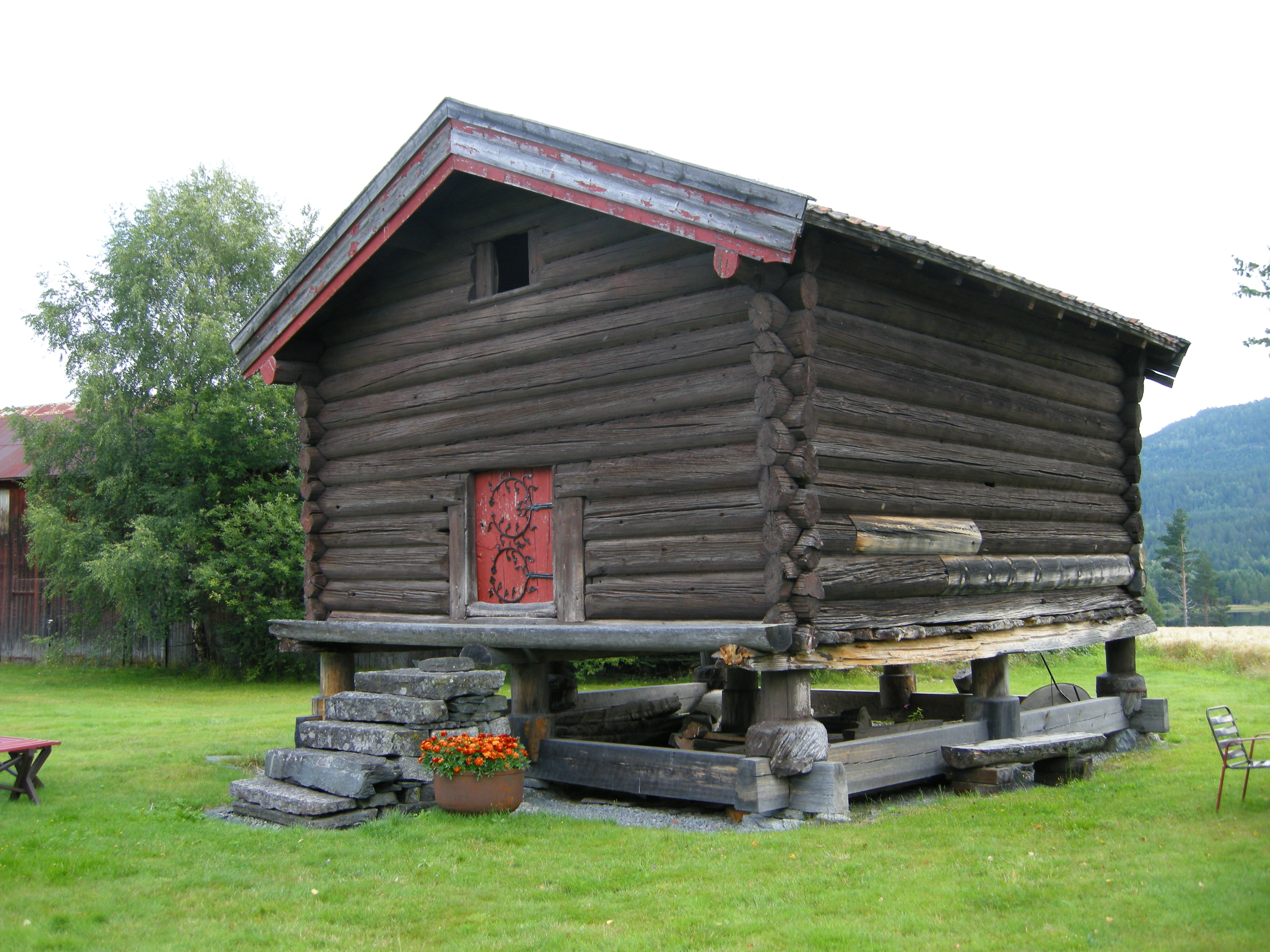
Grenier en rondins empilés, construit au Moyen Âge (1193), Rollag, Norvège.

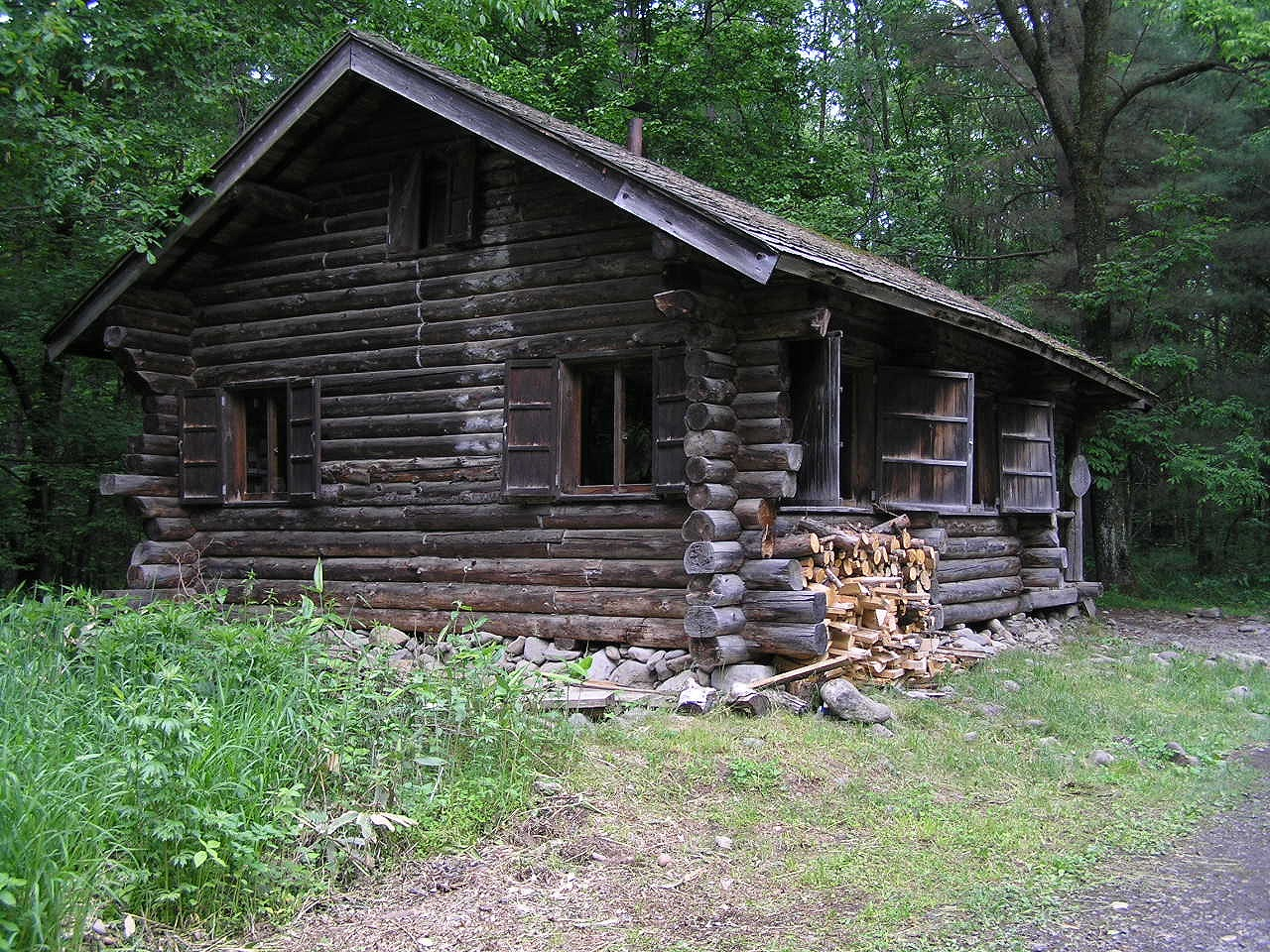
Maison en rondins empilés, Japon.

La construction en bois massif empilé est un système constructif en bois, faisant usage de troncs, rondins ou madriers de bois massifs. Ce système constructif emploie des grumes écorcées et ajustées les unes aux autres, dont le diamètre fait généralement entre 25  et   35 cm. C'est selon Eugène Viollet-le-Duc, avec la charpente l'autre manière principale de construire en bois. On peut distinguer plusieurs manières de construire traditionnelles principales :
- avec des troncs d'arbres, rondins entaillés et entrelacés à leurs extrémités. La technique la plus élémentaire n'emploie que la hache comme outil (cabane en rondins) ;
- avec des madriers ou poutres empilés entrelacés à leurs extrémités selon des assemblages savants : mi-bois, queue-d’aronde. Dans l'Azekura-zukuri japonais, les poutres sont de section triangulaire ;
- avec des poteaux rainurés entre lesquels des éléments de poutre tenonnés sont insérés pour former les murs (Pièce-sur-pièce à coulisse).

Les techniques modernes d'usinage du bois permettent de réaliser des profils sophistiqués, parfois très inspirés des différents types traditionnels exécutés manuellement.

## Dénominations
Pour la technique rudimentaire à rondins empilés et entrelacés :
- français : maison en rondin, cabane en rondins ; au Québec : maison de billot, pièce sur pièce[3] ; en patois des Alpes cottiennes, fusto ; construction à empilage ;
- anglais : log cabin ; interlocking notched corners ; notch and saddle[3] ; interlocking corners ;
- russe : isba.

Pour les techniques à madriers ou à poutres empilés et entrelacés :
- français : maison de madriers[4]; construction à empilage ;
- anglais : log house ; plank house ; en termes militaires : blockhouse
- allemand : blockhaus ; blockbau ;

Pour la technique à poteaux rainurés et planches tenonnées :
- français : pièce sur pièce[4] ; pièce sur pièce poteaux et pièce coulissante ; pièce sur pièce en coulisse ;  poteaux et pièce coulissante ; pièces sur pièces, poiteau cannale[5] poteaux sur soles[3] ;
- anglais : piece on piece ; plank house[4] ; section plank wall[6] ; corner-post log construction ; corner posting technique ; corner postin[7] ; post cornering ; post and log ; post and panel ; Red River frame[3] ; Hudson’s Bay style[3], Hudson’s Bay corners ; Rocky Mountain frame; Manitoba Frame, “Métis” style ; “French” style ; slotted post construction ; grooved post[8] ; post and fill[8] ; panel construction ; section panel; running mortise and tenon (ou tongue) ; Bole house (Possible traduction du suédois bulhus) ; grooved post with horizontal tenoned wall logs.
- allemand (incluant le sud de l'Allemagne, Suisse, et Autriche) : blockstanderbau , standerblockbau, ständerbohlenbau, bohlenständerbau , et parfois bohlenwand ;
- polonais : konstrukcja sumikowo-latkowej, konstrukcja sumikowo-łątkowa ;
- danois : bulhus (maison de planche) ;
- suédois : skiftesverk ;
- norvégien : sleppevegg ; lavegg.

## Extension
Ce type de construction, récemment remis au goût du jour, fut largement utilisé dans les Alpes françaises, autrichiennes, et suisses ainsi que dans le nord de l'Europe.
Le meilleur réservoir de savoir-faire en matière de construction en rondins empilés est l'Estonie et les pays nordiques au sens large (Suède, Finlande, Norvège sans oublier le Canada et l'Alaska), où elle a toujours été pratiquée avec de nombreuses variantes dans les entailles, les modes de calfeutrage, les entourages de fenêtres, etc.

## Intérêt écologique
Dans la mesure où les essences employées sont locales, où les processus de transformation demandent peu d'énergie et polluent peu, une construction en rondins de bois est écologique, sous réserve des techniques employées pour protéger le bois contre les champignons et insectes. Toutefois, le système est à lui seul très difficilement capable d'assurer l'isolation thermique (la conductivité thermique du bois = 0,15 à 0,20, est des plus moyennes) et l'étanchéité à l'air du bâtiment. Le bois offre en outre peu d'inertie thermique. Ce qu'on gagne en énergie grise, se perd éventuellement en énergie dépensée pour le chauffage.
Dans les pays où ce système a été importé, pour s'accorder aux exigences locales d'isolation et d'urbanisme, le système est souvent doublé d'un parement plus mince, ou d'une peau extérieure en matériaux locaux (brique, etc.) et l'interstice est rempli d'isolant (mur creux). Dans l'édification du bâtiment, on ne prend alors en considération que le fait que les matériaux vont se tasser de manière différenciée.

## Préfabrication
Le système autorise une préfabrication poussée et un montage rapide, éventuellement en autoconstruction.

## Caractéristiques

### Détails d'angle

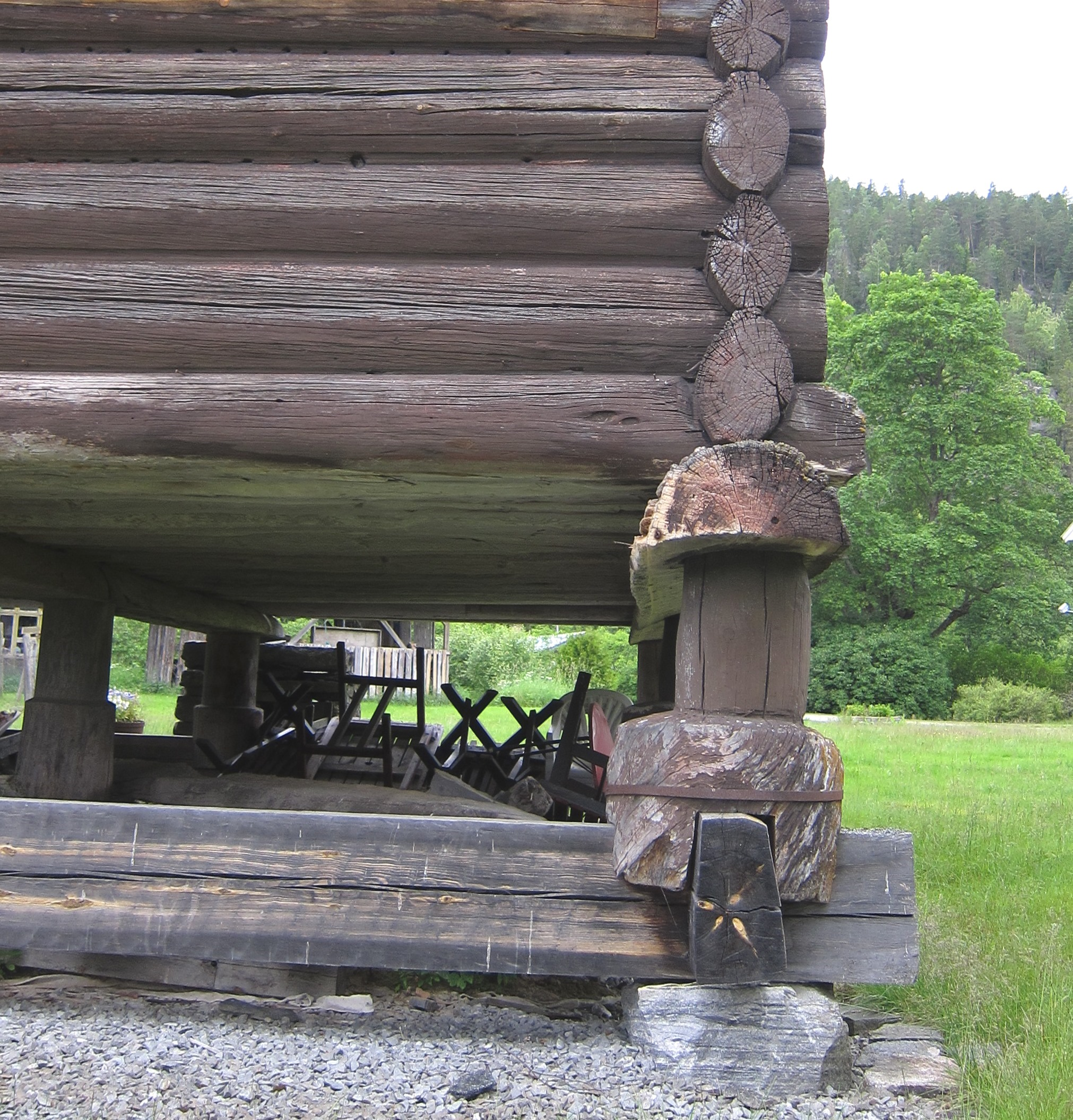
Détail du grenier de Rollag, 1193
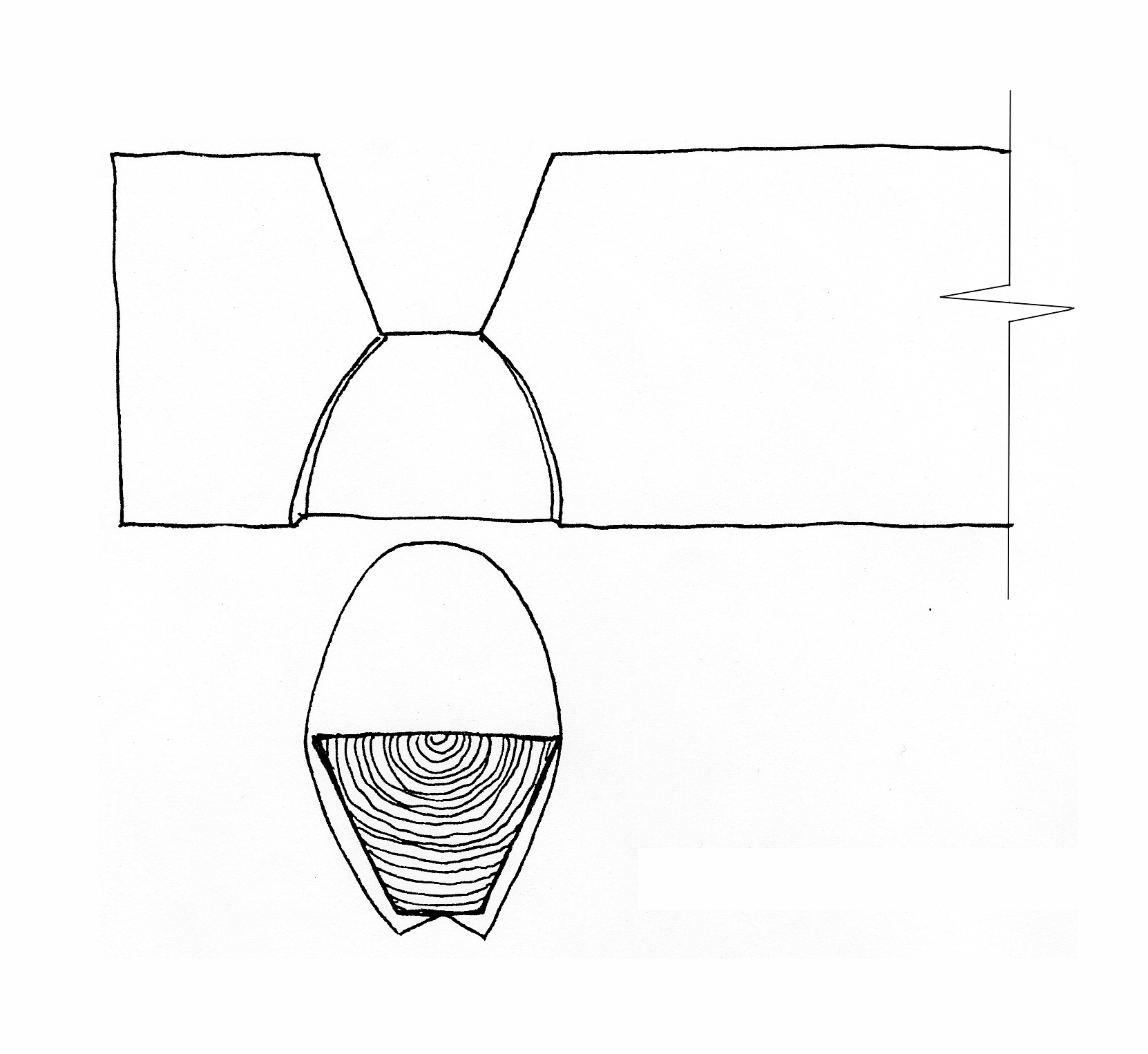
Section du coin de grenier de Rollag, 1193
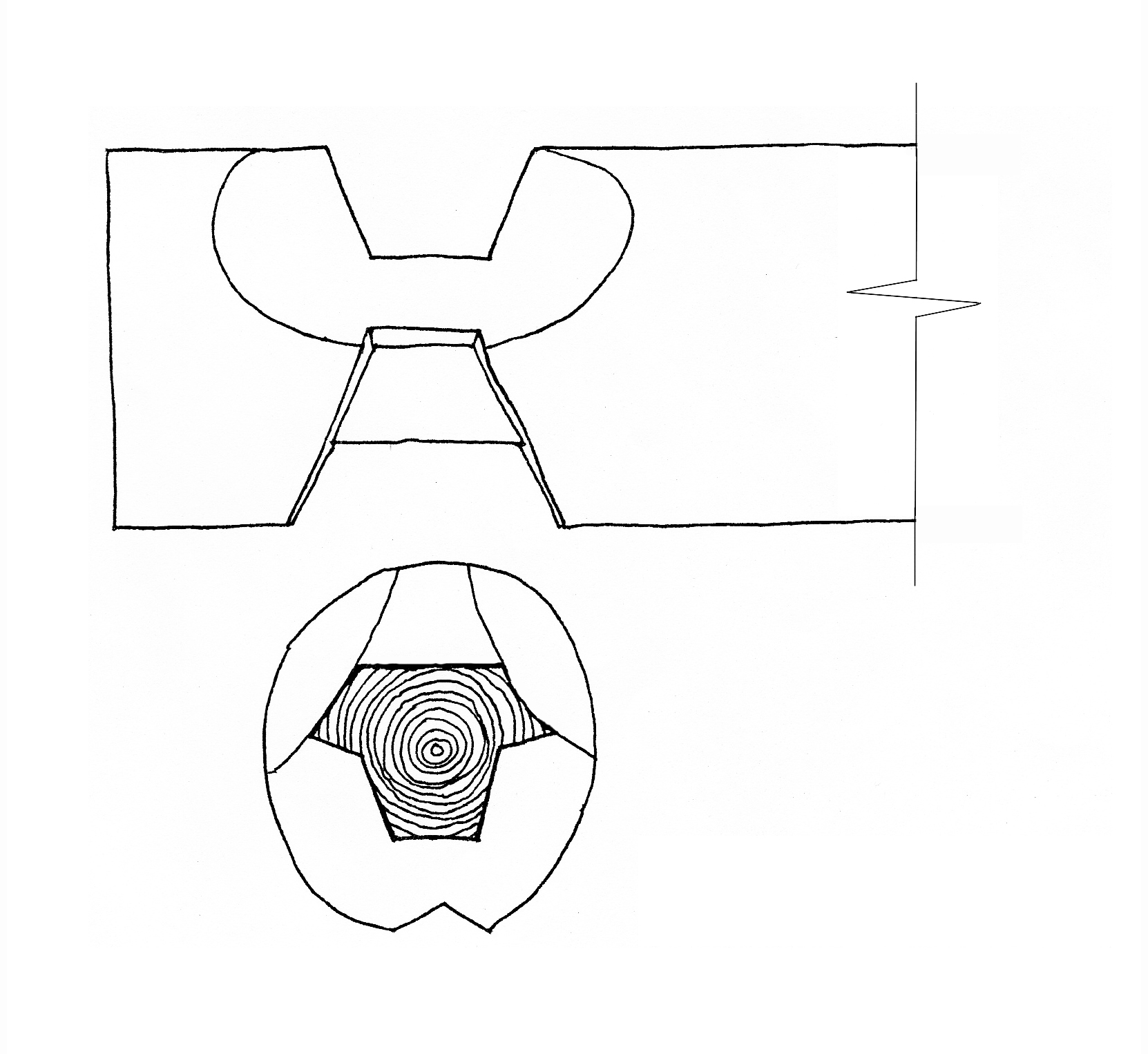
Section d'un coin traditionnel norvégien
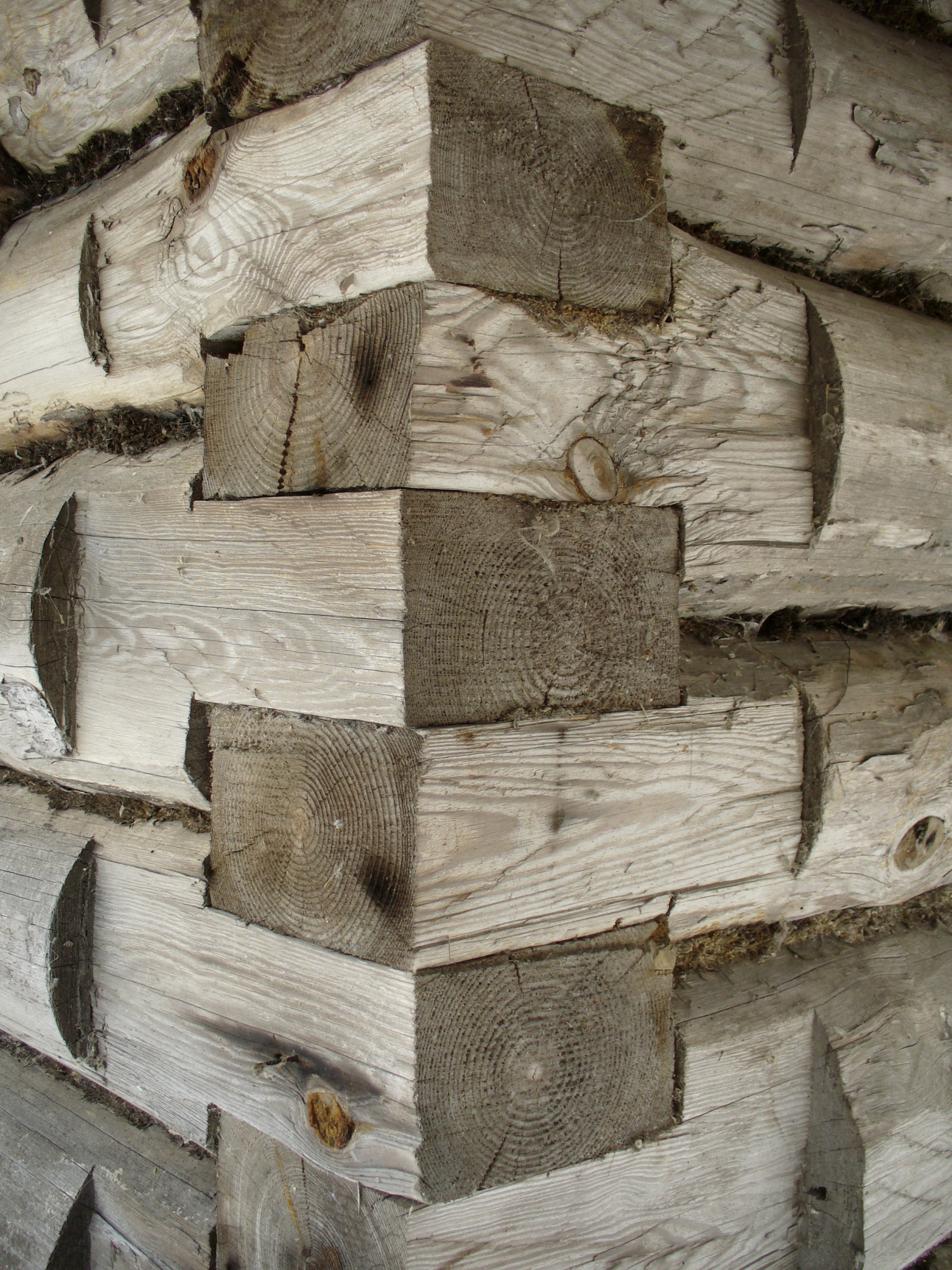
Détail d'angle
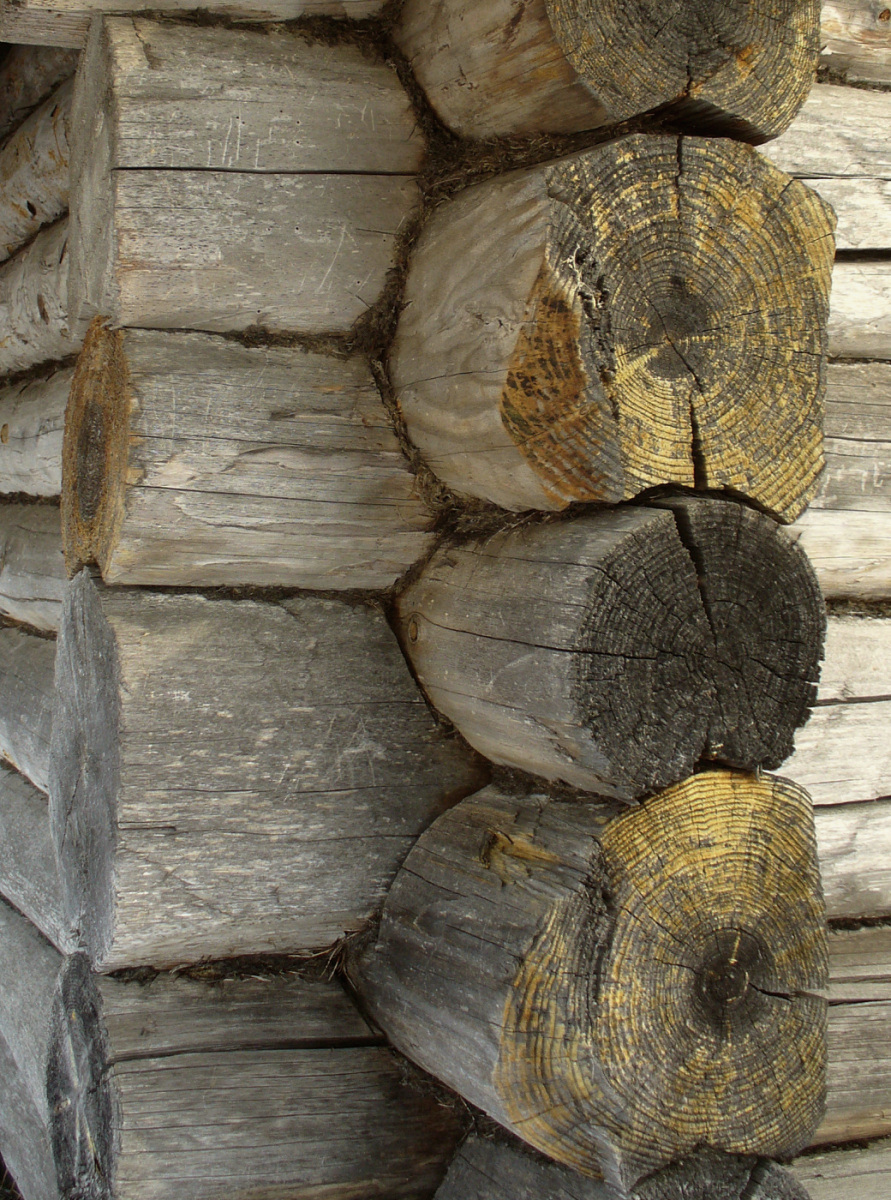
Détail d'angle
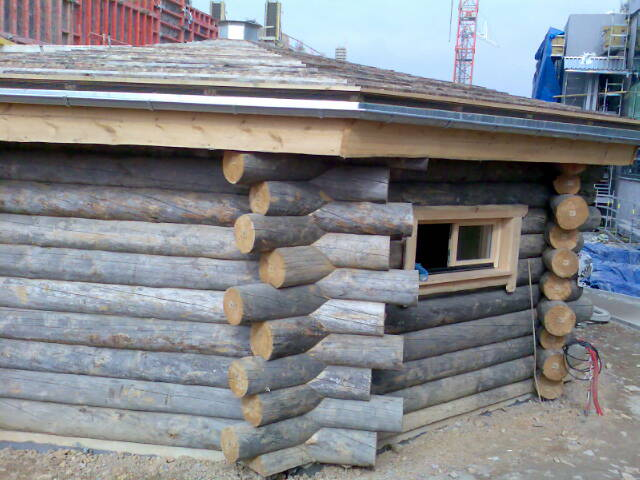
Détail d'angle
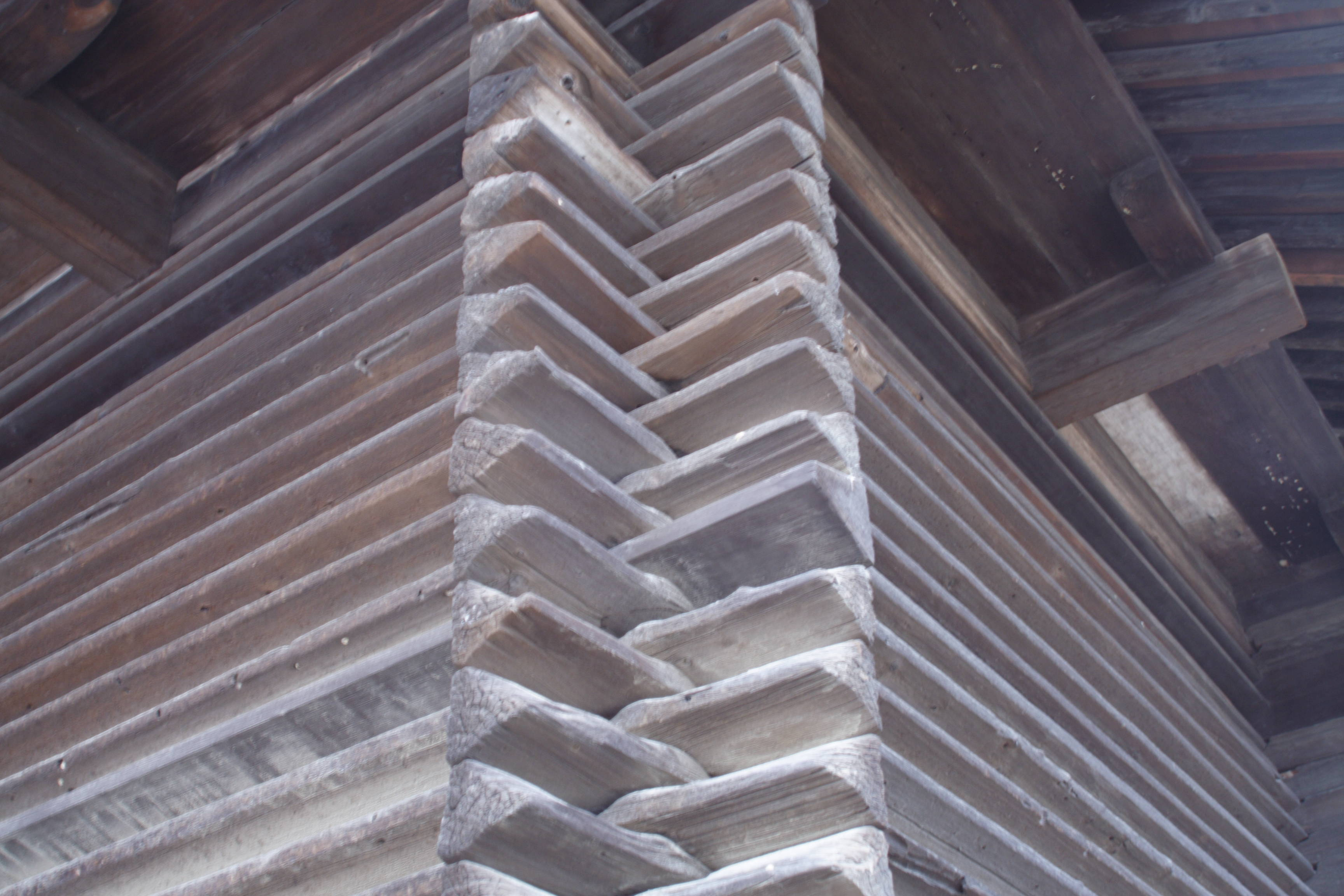
Dans l'Azekura-zukuri
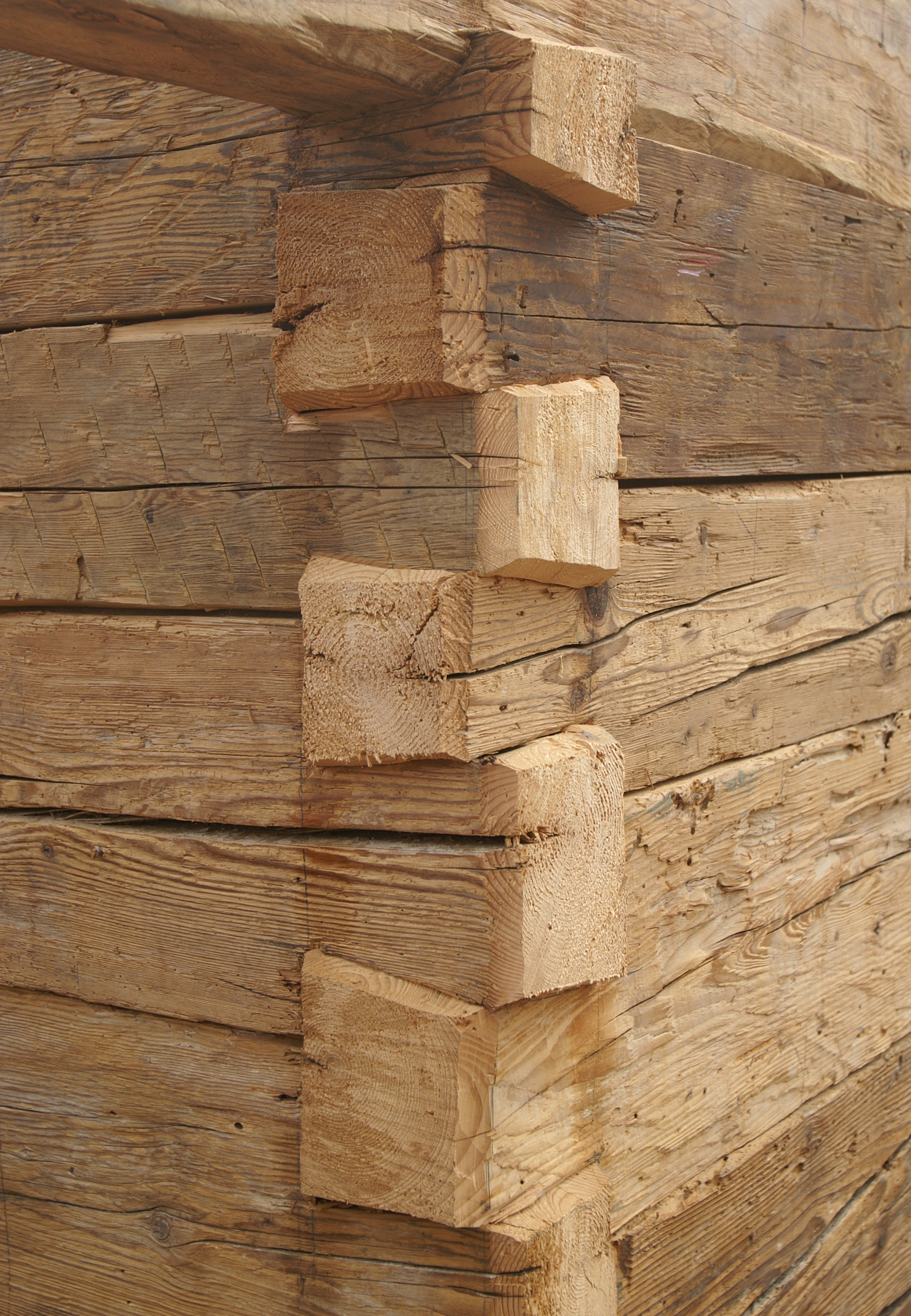
Angle assemblé à queue d'aronde
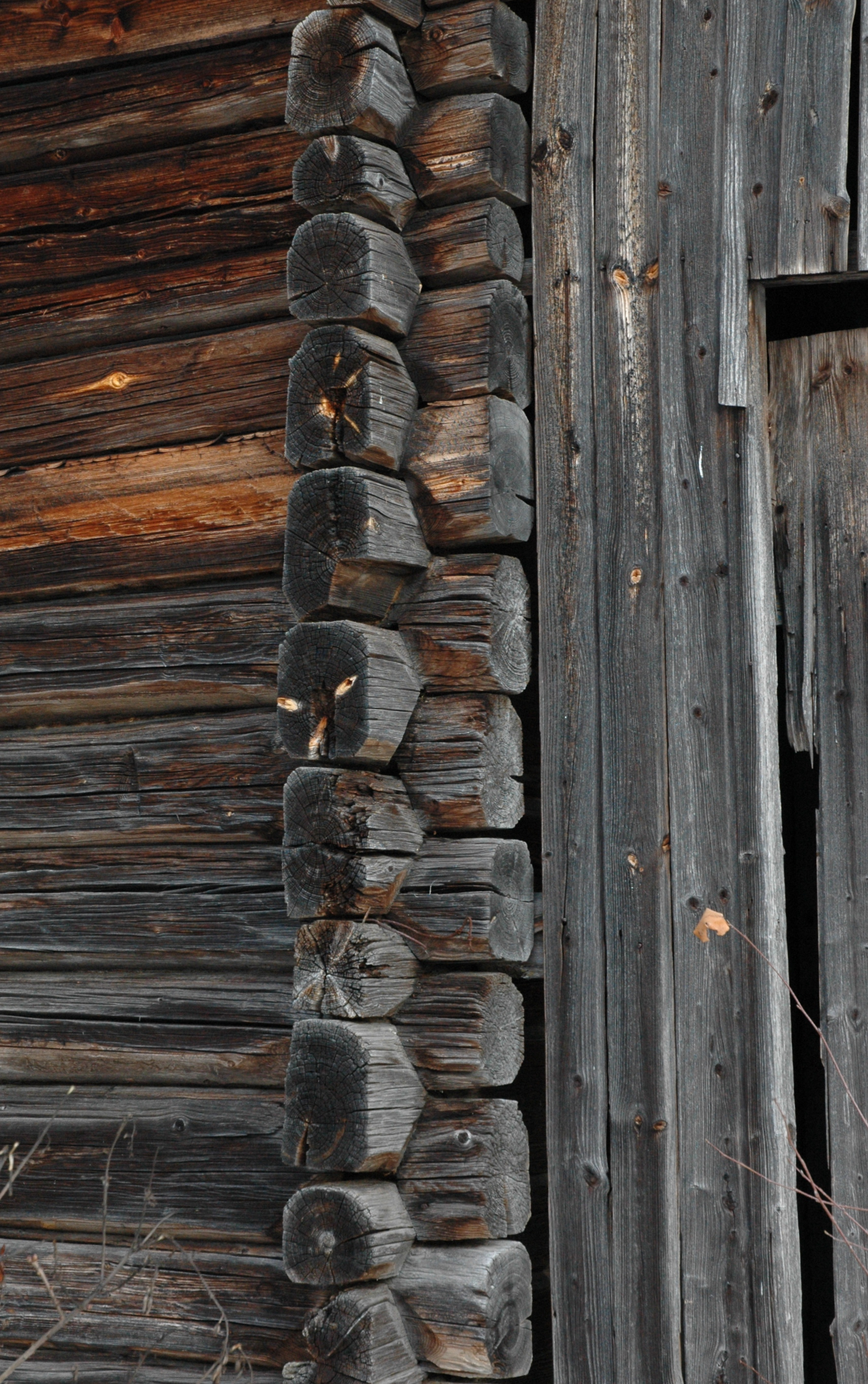
Angle
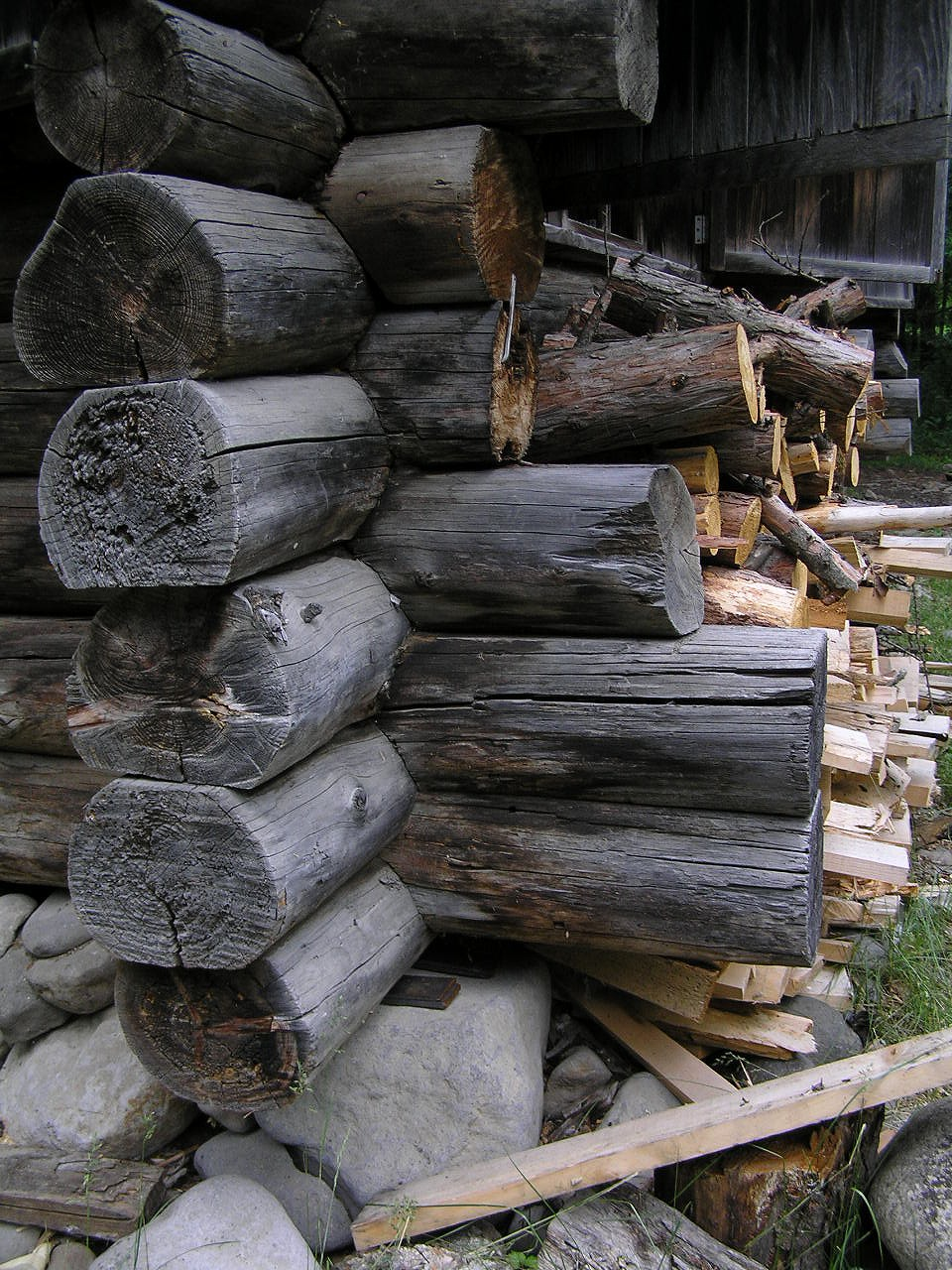
Angle d'une maison au Japon
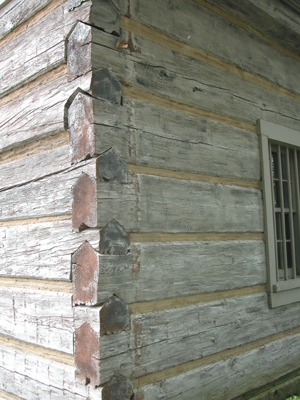
Angle assemblé à cran
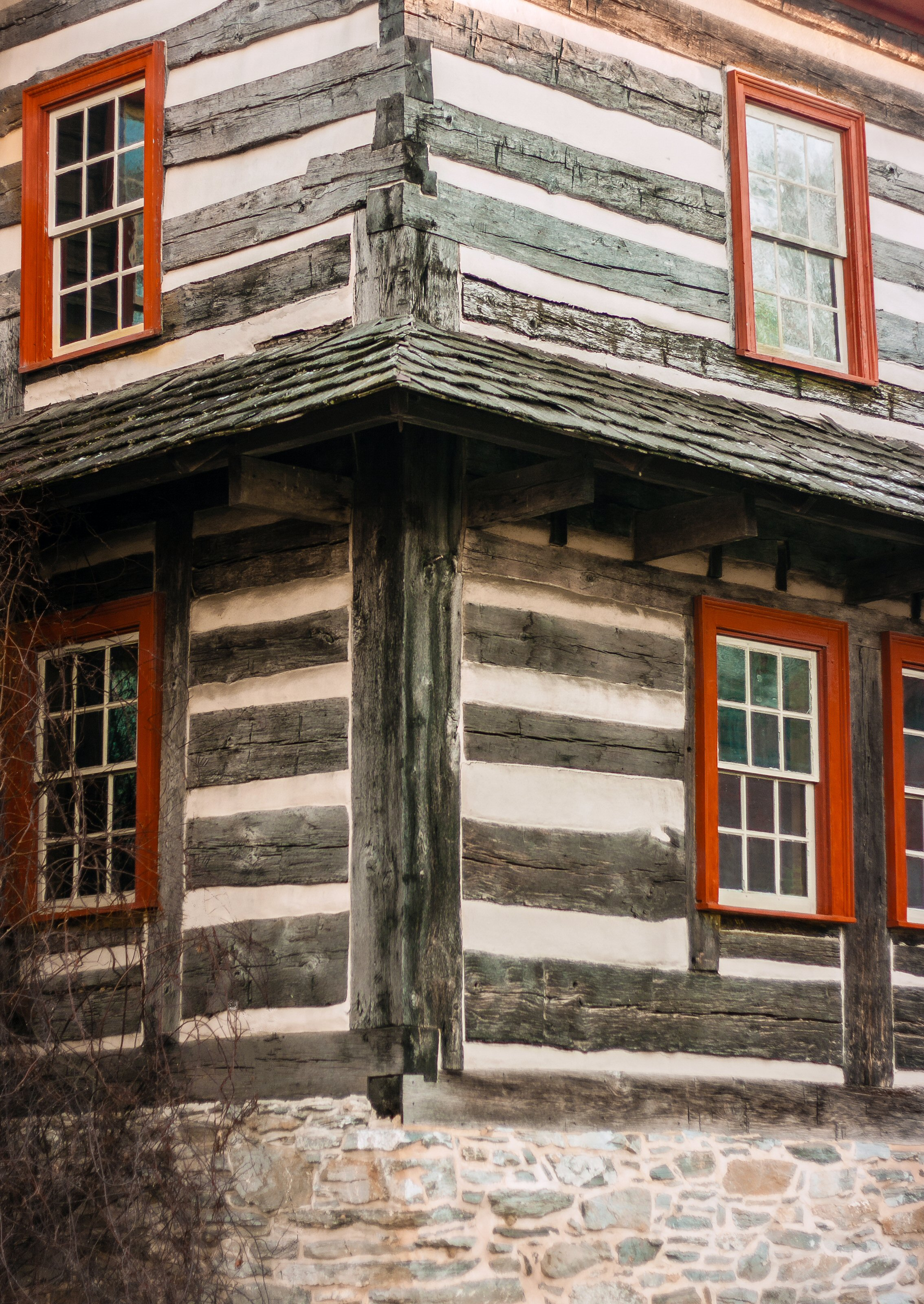
Poteau d'angle, Hess Homestead (en), Lititz, Pennsylvanie
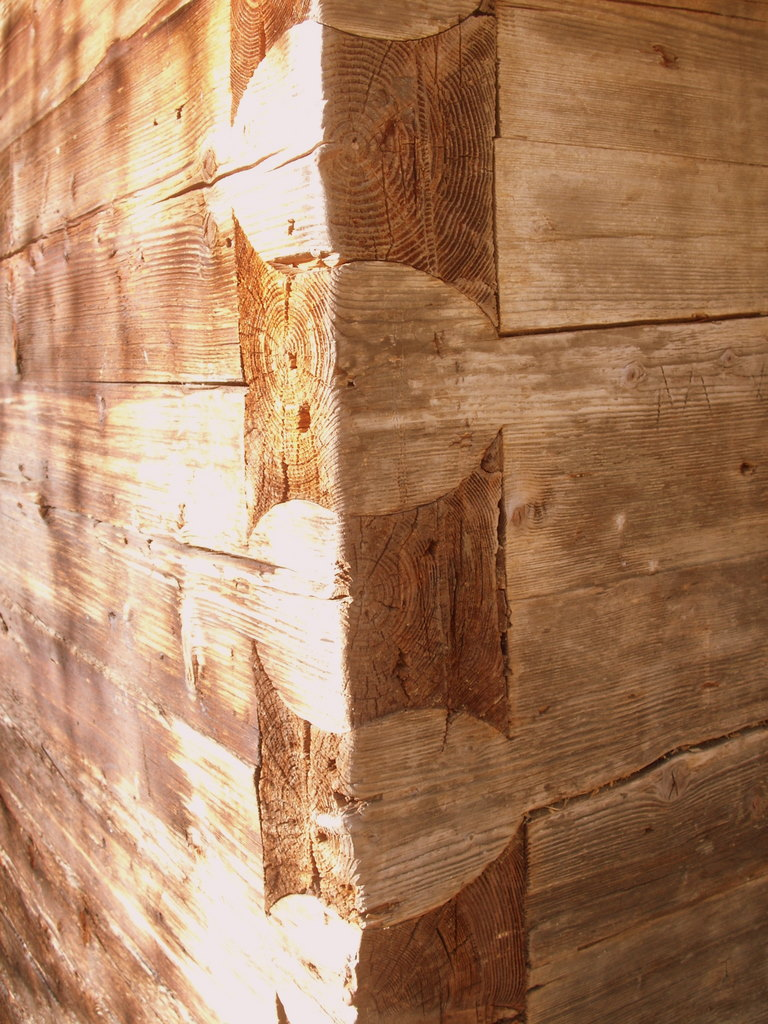
Joint en coin en épicéa d'un grenier du Leiter Hube à St. Oswald à Bad Kleinkirchheim, Autriche.

### Colmatage

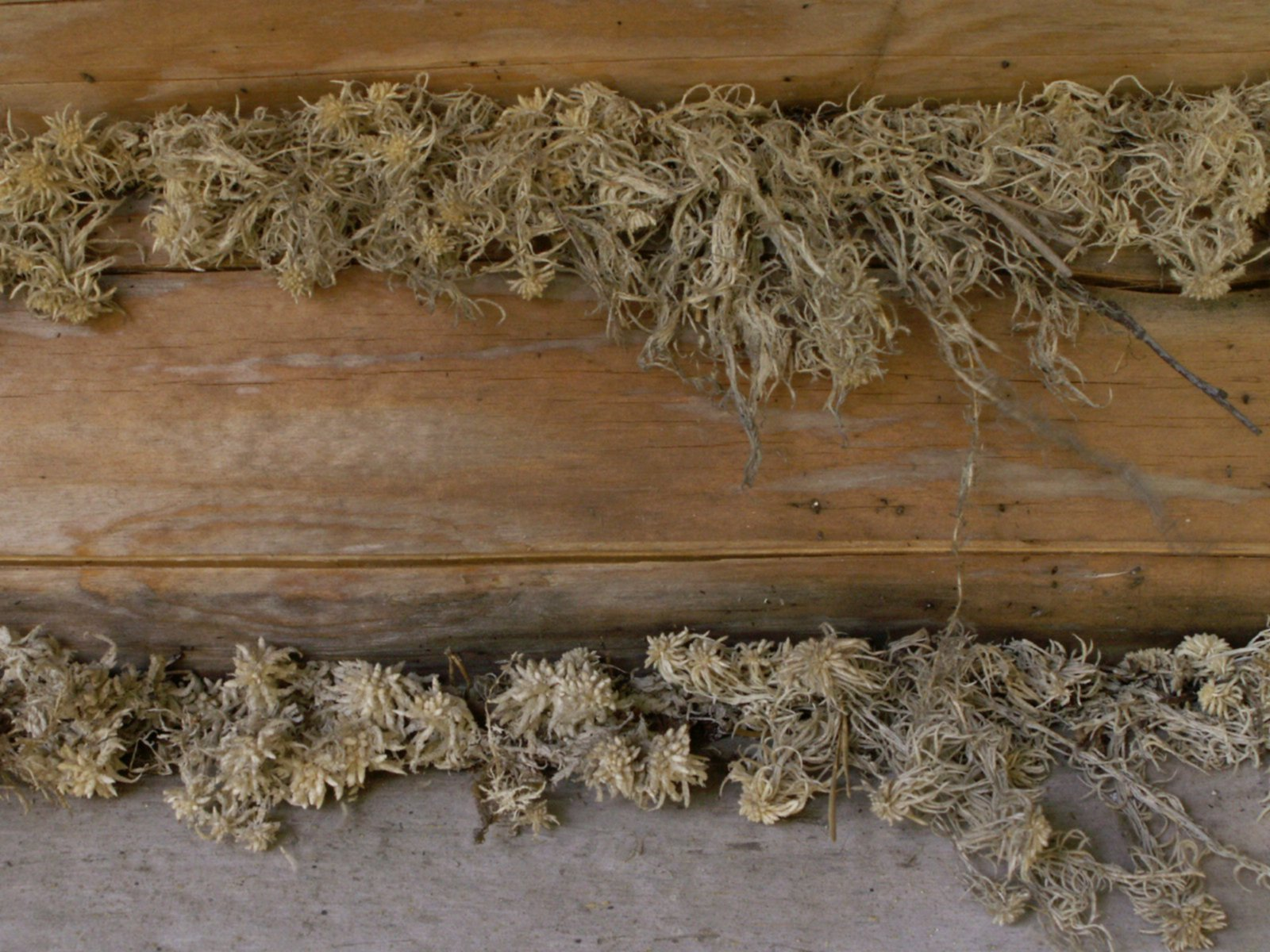
Calfeutrage entre les rondins avec de la mousse végétale.
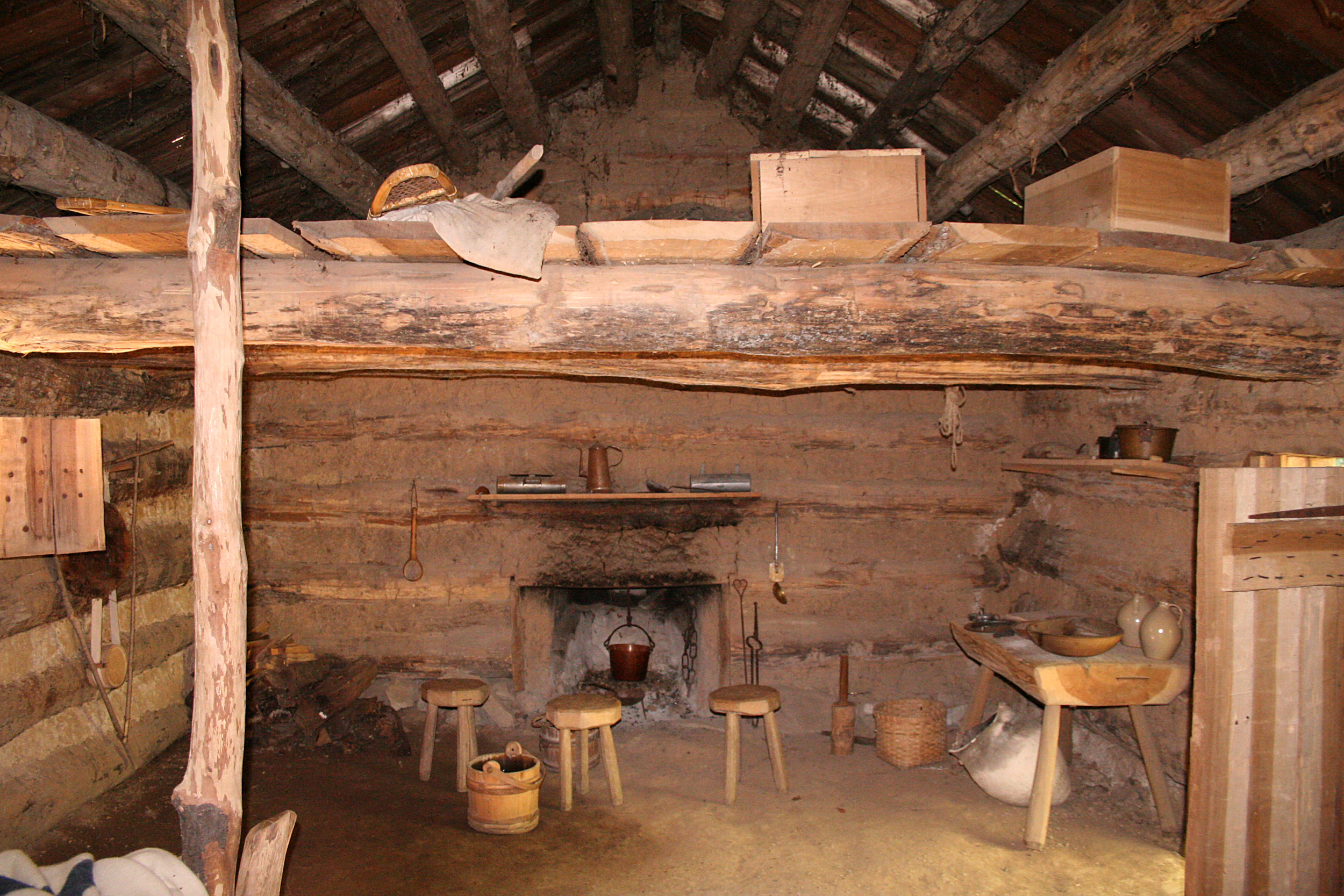
Intérieur d'une maison de la Prairie. Les joints sont calfeutrés selon la technique du bousillage.

### Profils
Les bois d’œuvre sont typiquement des rondins écorcés, éventuellement du bois rond équarri, auquel cas ils prennent le nom de « poutre » ou de « madrier ». À cela s'ajoute une grande variété de profils :
- profil en forme de D : plat à l'intérieur et rond à l'extérieur ;
- profil entièrement rond ;
- profil carré : usiné avec une gorge qui peut être calfeutrée ;
- profil scandinave : rainure en demi-lune.

Presque tous les rondins profilés sont assemblés par rainure et languette, ce qui élimine la nécessité du colmatage.

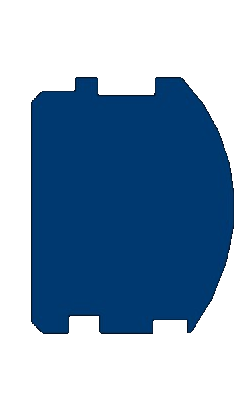
Profil en D.
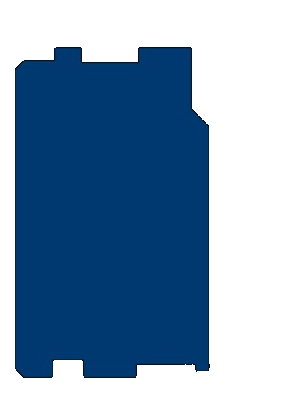
Profil carré.
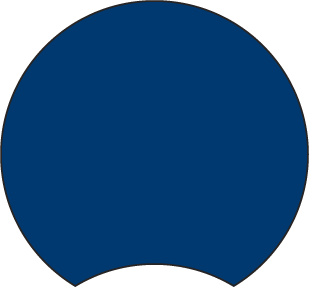
Profil traditionnel scandinave.
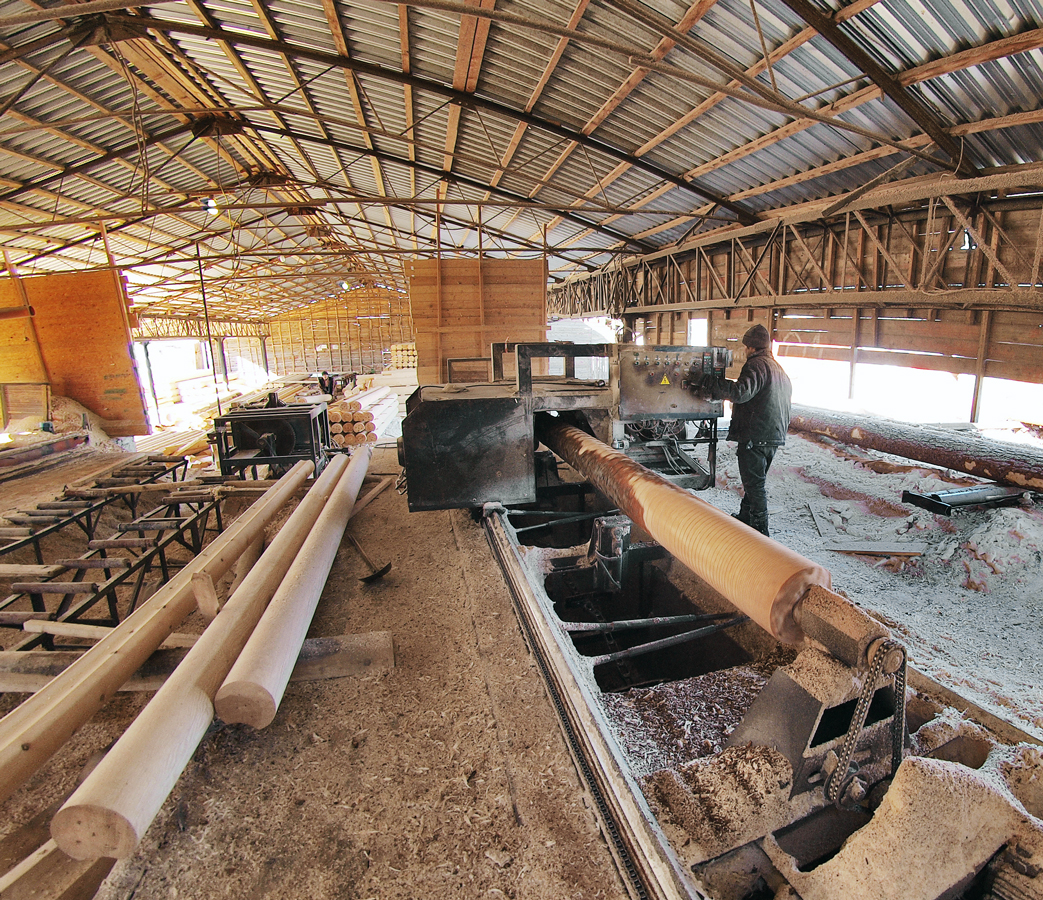
Tournage des fûts (Russie).
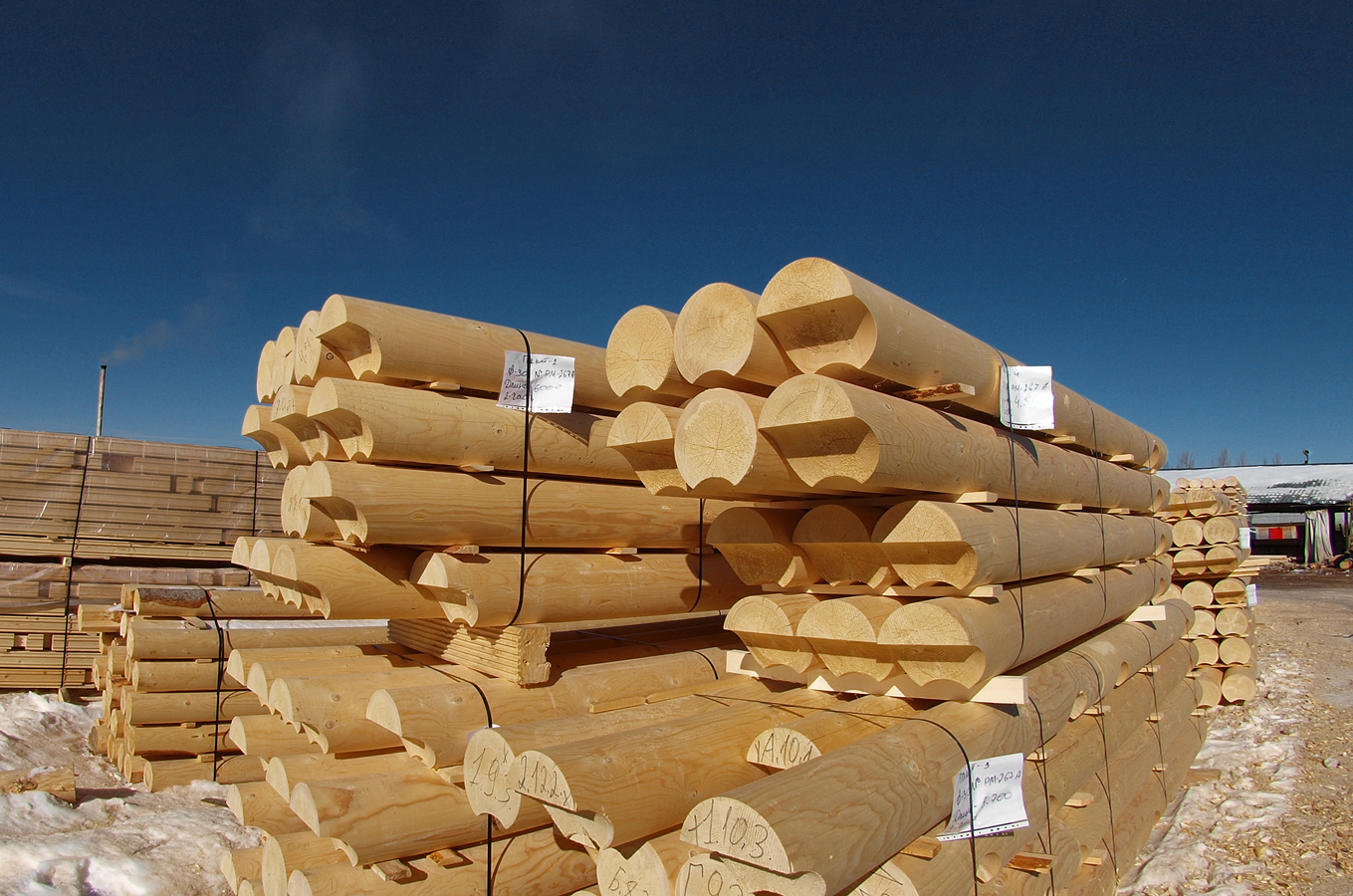
Rondins usinés prêts à être livrés (Russie).

## Constructions en bois empilé en Europe
Vitruve (De architectura, Livre II) parle d'une manière de construire en Colchide (Apud nationem Colchorum), dans le royaume du Pont qui fait usage d'arbres empilés. Ils prennent des arbres qu'ils étendent sur terre à droite et à gauche sans les couper, en laissant entre eux autant d'espace que le permet leur longueur ; à leurs extrémités ils en placent d'autres en travers qui closent l'espace qu'on veut donner à l'habitation. Posant des quatre côtés d'autres arbres qui portent perpendiculairement les uns sur les autres aux quatre angles, et formant les murs de ces arbres mis à plomb avec ceux d'en bas, ils élèvent des tours, et remplissent de petits morceaux de bois et d'argile les intervalles qui répondent à la grosseur des arbres. Ensuite, pour le toit, raccourcissant ces arbres vers leurs extrémités, et continuant de les poser en travers les uns sur les autres, ils les rapprochent du centre par degrés, des quatre côtés, et en font des pyramides qu'ils recouvrent avec des feuilles et de l'argile. « Tels sont les toits à quatre pans que ces barbares donnent à leurs tours. » Rondelet sur les pas de Vitruve parle de Colchorum tecta à laquelle il ajoute les Possiorum et helvetiorum tecta (Traité théorique et pratique de l'art de bâtir. Tome 6. Planche LXXI), les constructions à rondins et à madriers empilés.

### En France

#### Une tradition exogène?
Dans Eugène Viollet-le-Duc, Dictionnaire raisonné de l’architecture française du XIe au XVIe siècle:

« On ne saurait donner le nom de pan de bois aux empilages horizontaux de troncs d’arbres équarris; cette sorte de structure n’appartient pas à l’art du charpentier; on ne la voit employée que chez certains peuples, et jamais elle ne fut admise sur le territoire de la France, à dater de l’époque gallo-romaine. Les Gaulois, au dire de César, élevaient quelques constructions, notamment des murs de défense, au moyen de longrines de bois alternées avec des pierres et des traverses ; mais il ne paraît pas que cette méthode ait été employée pendant le Moyen Âge, et elle n’a aucun rapport avec ce que nous appelons un pan de bois. »

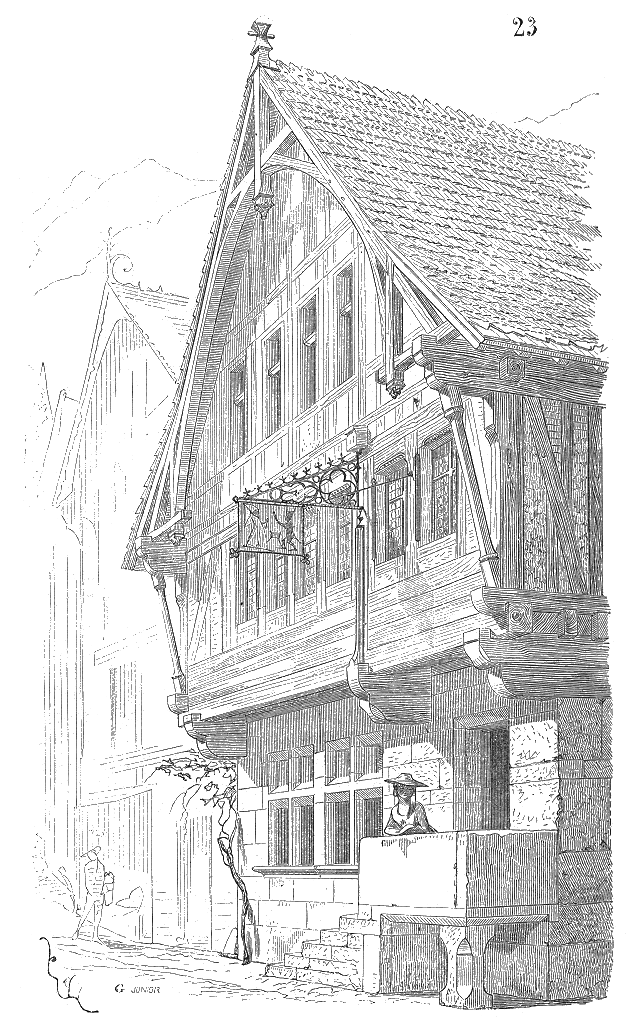
Maison du XIVe siècle. Nantua

Des habitations antérieures au XIe siècle, il ne reste rien aujourd’hui; on ne peut donc se faire une idée qu’en recueillant les renseignements laconiques donnés par les écrivains, les vignettes de manuscrits, fort imparfaites, et quelques bas-reliefs. Mais, si vagues que soient ces documents, ils n’en sont pas moins concluants sur un point important, à savoir que les maisons des premiers temps du moyen âge étaient faites de bois, que ces constructions de bois étaient un mélange de charpenterie et d’empilages de pièces assemblées aux angles. 
À l'article « maison »:
« Il y a deux manières de construire en employant exclusivement le bois : ou l’on peut empiler les uns sur les autres des troncs d’arbres équarris en les embrevant aux retours d’équerre; ou l’on peut, par des combinaisons plus ou moins ingénieuses, en se servant du bois tantôt comme support rigide, tantôt comme chaîne, tantôt comme décharge, tantôt comme simple remplissage, obtenir des pans de bois d’une extrême solidité, très-légers et permettant d’élever les constructions à de grandes hauteurs. » Les renseignements que l’on peut réunir sur les habitations des époques mérovingienne et carolingienne nous laissent voir quelques traces de la méthode des constructions de bois, par empilage, une connaissance assez développée de la construction de bois de charpente assemblés et des traditions gallo-romaines. Il se produit même, dans l’art de la construction des maisons en France, au Moyen Age, des oscillations singulières qui dépendent de la prédominance du caractère gaulois (bois) ou germain (bois) sur les restes de la civilisation latine (maçonnerie), ou de celle-ci sur les traditions locales et sur les goûts des envahisseurs transrhénans.
Au moment où le mode des pans de bois en encorbellement semble prévaloir pour les habitations urbaines, ce mode n’est pas soumis au même système de construction dans toutes les provinces composant aujourd’hui la France. Savant, recherché dans les provinces au nord de la Loire, il conserve vers celles du centre et de l’est une apparence primitive. Dans la Bresse, par exemple, les maisons en bois des XIVe et XVe siècles possèdent des pans de bois où le système d’empilage, admis en Suisse encore aujourd’hui, est apparent et se mêle au système de charpente d’assemblage. Ce système de charpente par empilages de bois est aussi provoqué par l’abondance des arbres résineux, droits, comme le sapin des Vosges, du Jura et des Alpes.
En se rapprochant des bords du Rhin, dans les provinces de l’Est, dans les montagnes des Vosges, près des petits lacs de Gérardmer et de Retournemer, on voit encore des habitations de paysans qui présentent tous les caractères de la construction de bois par empilage que Viollet-le-Duc désigne par le terme « maison vosgienne ». Basses, larges, bien faites pour résister aux ouragans et pour supporter les neiges, elles ont un aspect robuste. Presque toujours ces maisons se composent de trois pièces à rez-de-chaussée et de quatre pièces sous comble.
Les constructions de maisons par empilages sont mieux caractérisées si l'on se rapproche des Alpes, Nantua (Ain) dont la structure se rapproche davantage de celle des habitations suisses dites chalets.

#### Tradition du Lot-et-Garonne et de la Dordogne
Il existe, aux confins du Lot-et-Garonne et de la Dordogne, un isolat de maisons bâties par empilage, sur la tranche, d'épais madriers sciés. Ces maisons sont de petits rectangles sans étage, à façade en gouttereau sous toit surbaissé de tuiles-canal ou toit aigu en tuiles plates. Leur origine reste incertaine (maisons de défricheurs du XVIIe siècle, maisons plus tardives de bûcherons ou de scieurs de long ?).

#### Tradition des Hautes-Alpes

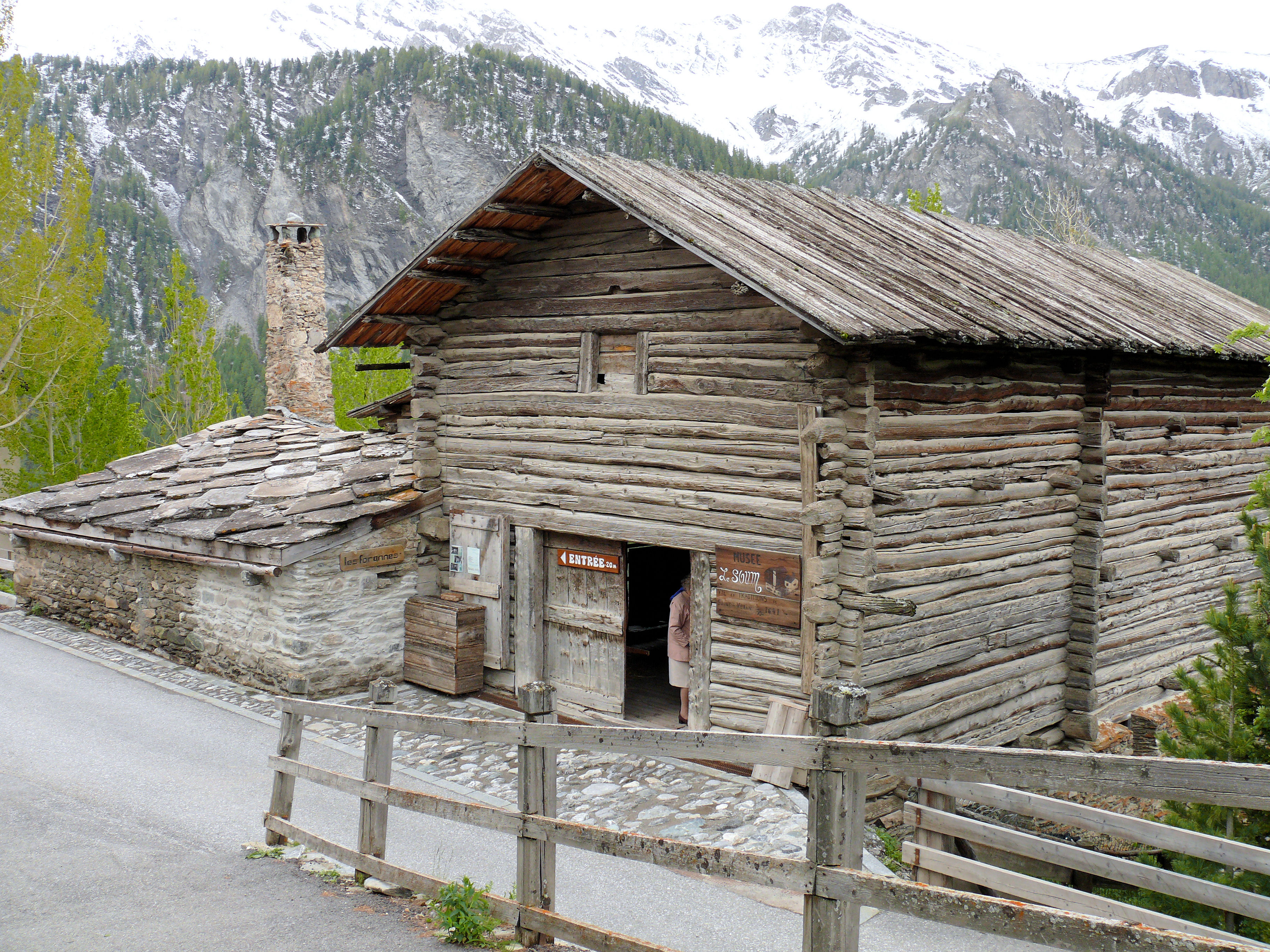
Grange en rondins de bois (fusto) à Saint-Véran, Hautes-Alpes, France.

Dans le Queyras, les maisons anciennes à Saint-Véran ont un plan particulier adapté à la vie montagnarde. La fusto, ou fuste, désigne la partie supérieure en bois d'une maison-grange montagnarde. Le rez-de-chaussée, en partie enterré, est construit en murs de pierre de 50 à 70 cm d'épaisseur tandis que la partie supérieure, à usage de grange, est faite de longs troncs de mélèze empilés croisés aux angles, le tout sous un toit de bardeaux en mélèze. La fusto comprend deux volumes séparés par une cloison de même nature, et une série de balcons superposés destinés au séchage des récoltes. La charpente de la fusto se réduit à des pannes encastrées dans les murs pignons et sur lesquelles viennent se fixer les planches de mélèze d'une portée de 2 mètres. La pente des deux versants supérieurs est de l'ordre de 35 degrés. 
À partir des années 1990, le terme français de « fuste » a été appliqué par un couple d'artisans charpentiers, Marie-France et Thierry Houdart, à la maison en rondins bruts empilés dont ils proposaient la construction,.

#### Tradition des Vosges

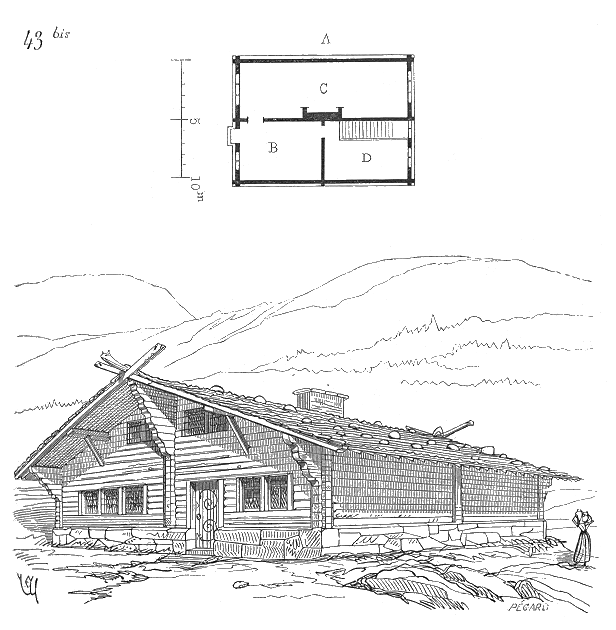
Maison des Hautes-Vosges en rondins empilés à mi-bois sur soubassement en pierre, dans Viollet-le-Duc 1863, p. 295, fig. 43 bis.
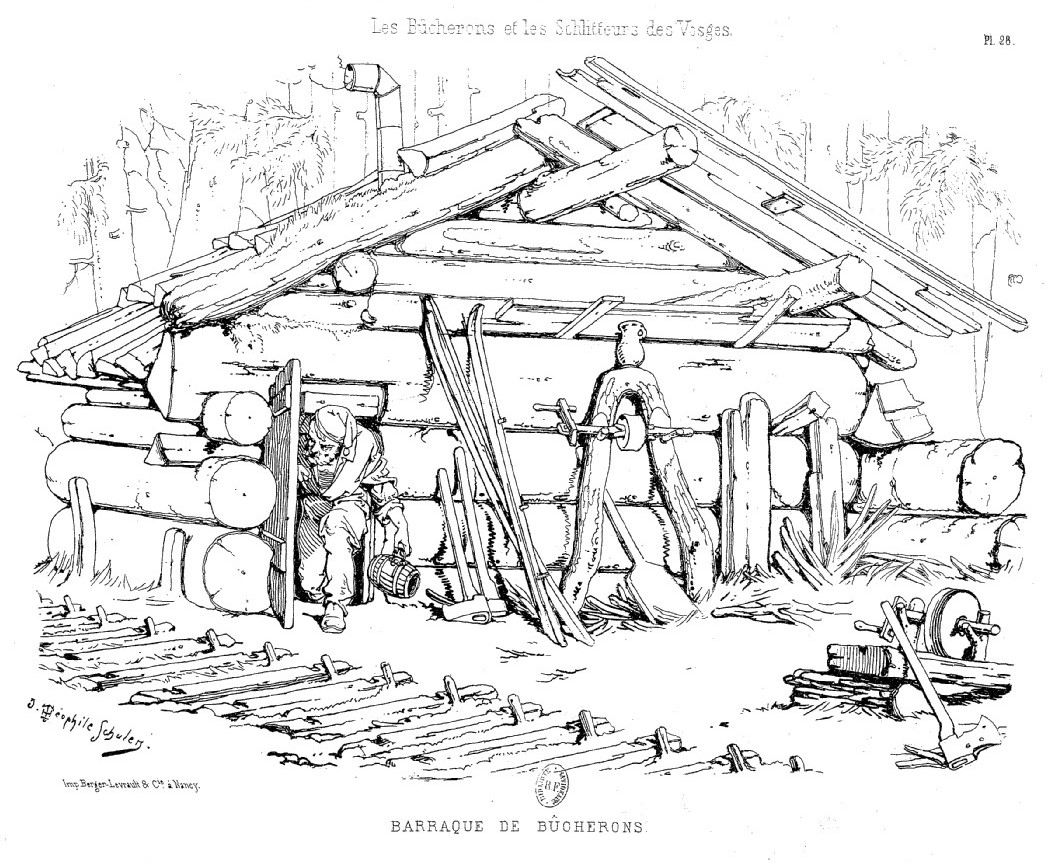
Baraque de bûcherons. Dans Théophile Schuler, Les bûcherons et les schlitteurs des Vosges, 1878.
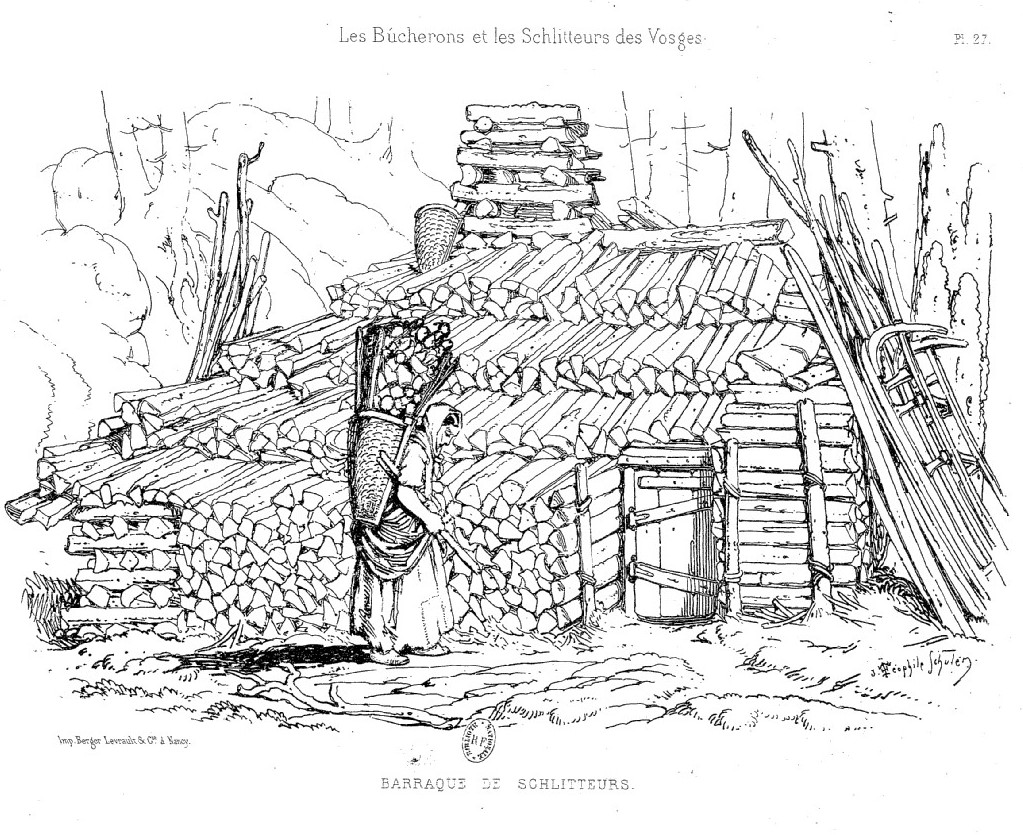
Baraque de schlitteurs. Dans Théophile Schuler, Les bûcherons et les schlitteurs des Vosges, 1878.

### En Pologne et Ukraine

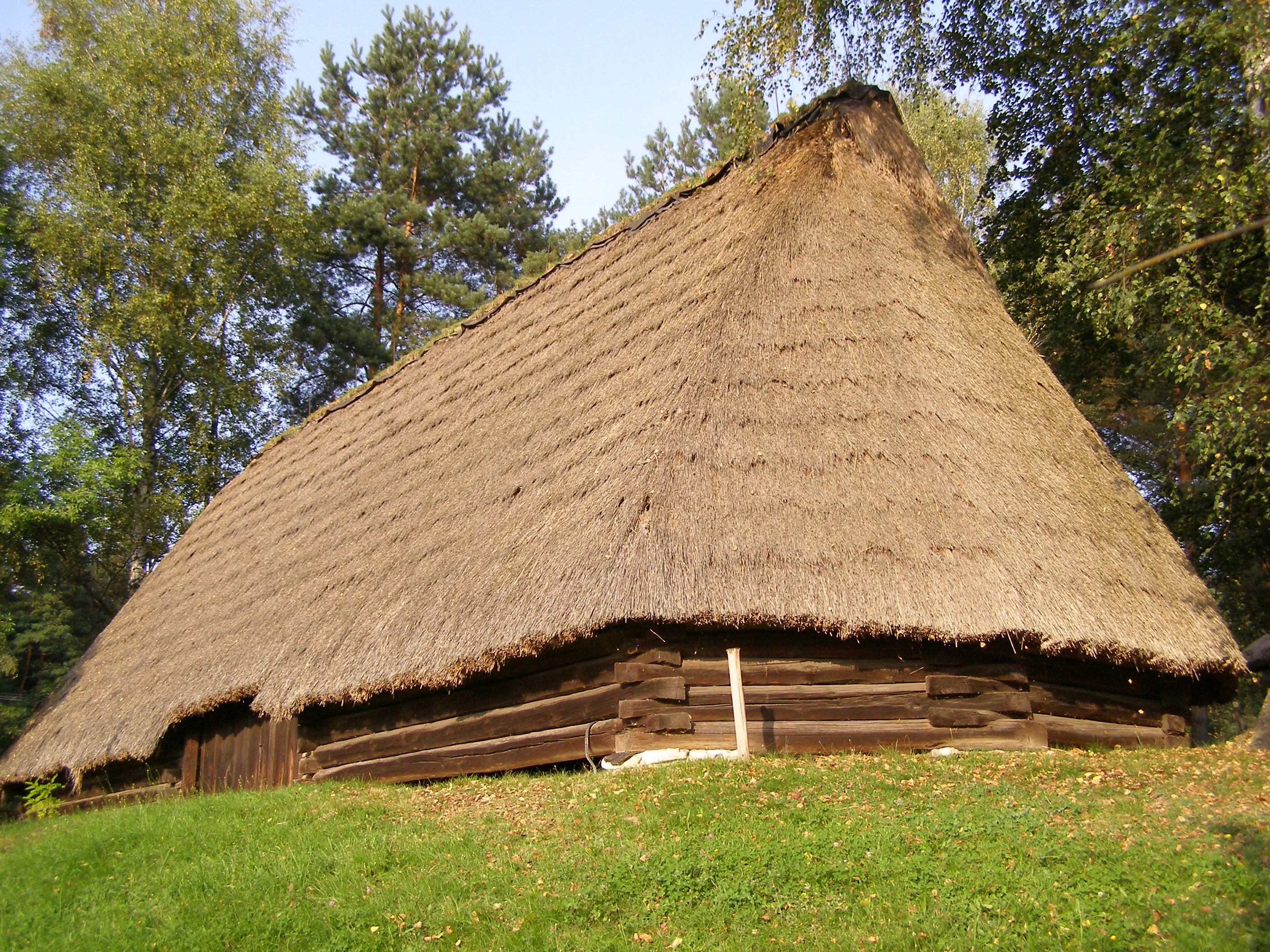
Wygiełzów - Parc ethnographique de la Vistule - une grange octogonale de Kaszów, XIXe siècle.
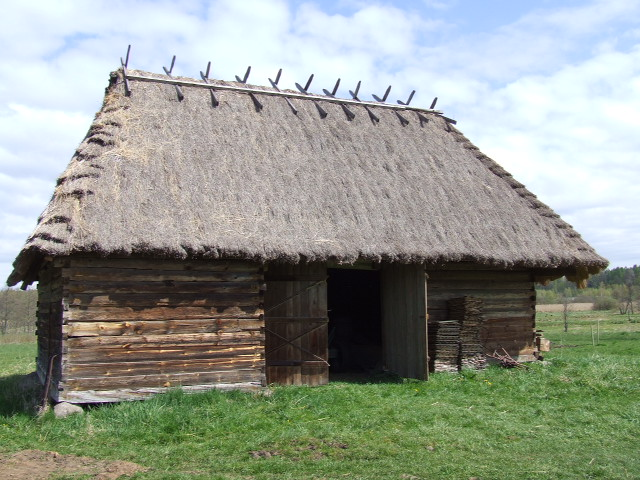
Musée en plein air, Bialowieza.
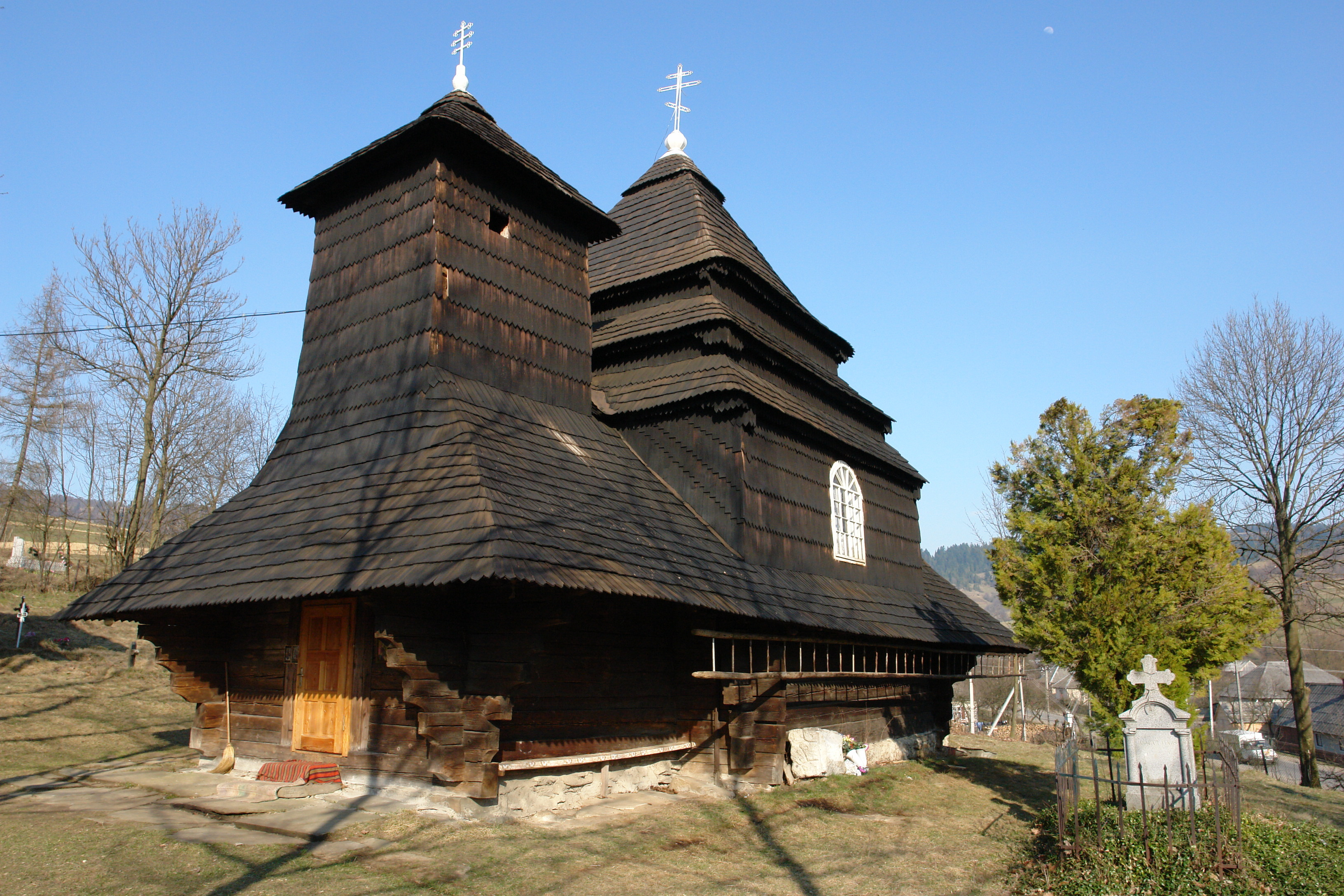
Tserkvas en bois de la région des Carpates en Pologne et en Ukraine, classées au patrimoine mondial.

### En Roumanie
Dans les régions de montagne, les maisons rurales traditionnelles roumaines sont faites de madriers empilés, ou de rondins, posés sur une assise en maçonnerie qui isole la structure du sol, et assure le soutènement des terres lorsque la maison est partiellement enterrée dans la pente. Les pièces de bois sont assemblées en bout. Les murs de bois sont souvent revêtus d'un enduit extérieur à la chaux ou d'un torchis qui assurent le calfeutrage et la protection. Ce revêtement est posé sur un lattis qui permet l'accrochage. Il est fréquemment coloré pour égayer les façades (notamment en bleu). L'intérieur est également enduit. Le plancher est en bois, muni de nombreux tapis qui améliorent l'isolation. Les fenêtres sont souvent doubles également dans le but d'améliorer l'isolation.
Dotée de poêles et bien protégée contre l'hiver, la maison rurale roumaine est ainsi très proche de l'isba russe.
Les granges et étables sont construites avec la même technique mais couramment sans enduit, en raison du coût et de l'humidité maintenue par la présence de bêtes et de fumier en hiver. L'absence de revêtement maintient une certaine ventilation. Le débord de toiture protège les murs contre l'eau de pluie.
Les églises et bâtiments religieux sont couramment construits de la même manière. Le monastère Dintr-un lemn est réputé pour son église construite à partir d'un seul arbre. Dans le nord de la Roumanie, huit églises en bois sont inscrites au patrimoine mondial de l'UNESCO, mais il en existe bien d'autres.

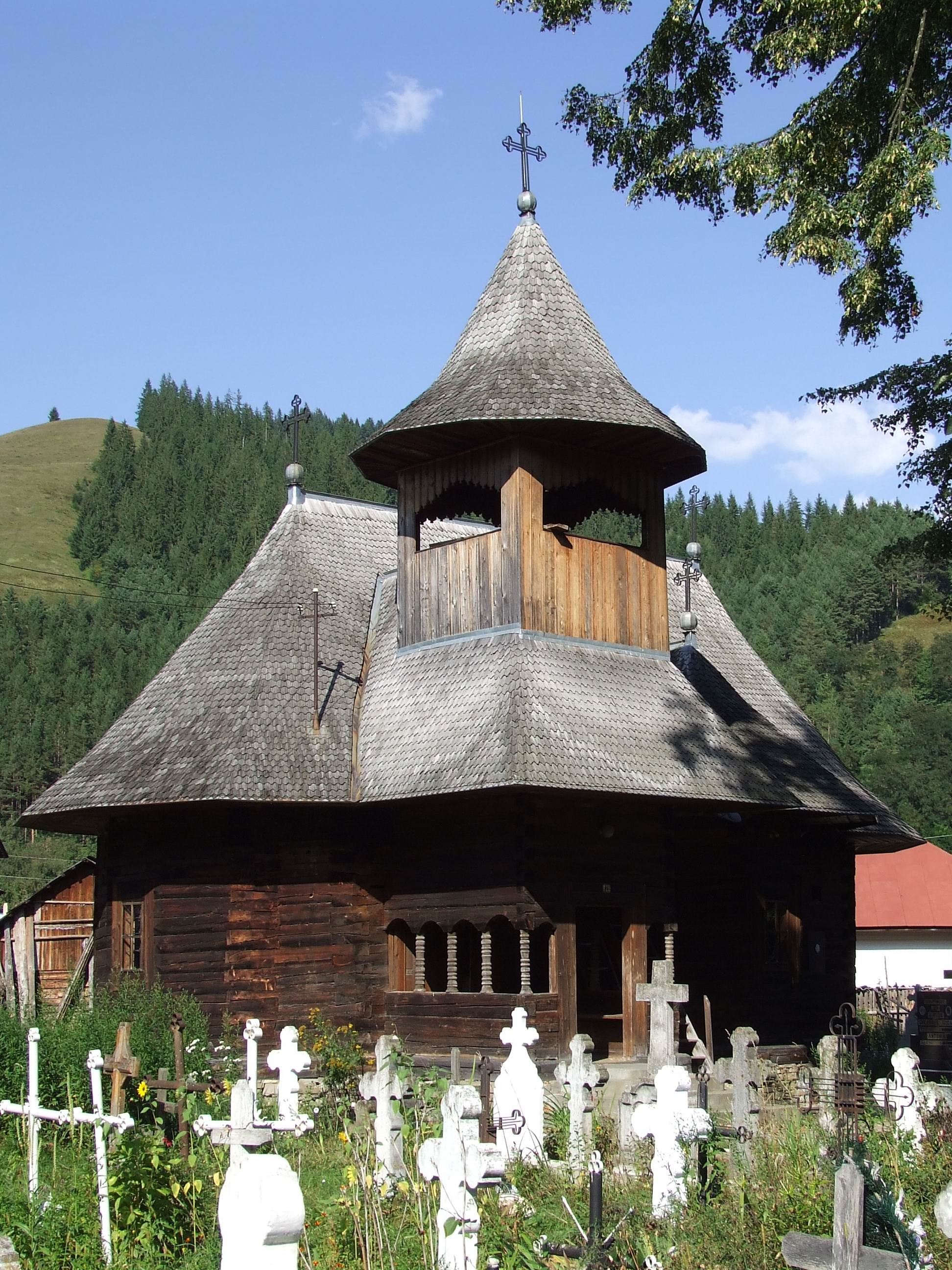
Église en bois dans le département de Neamț.
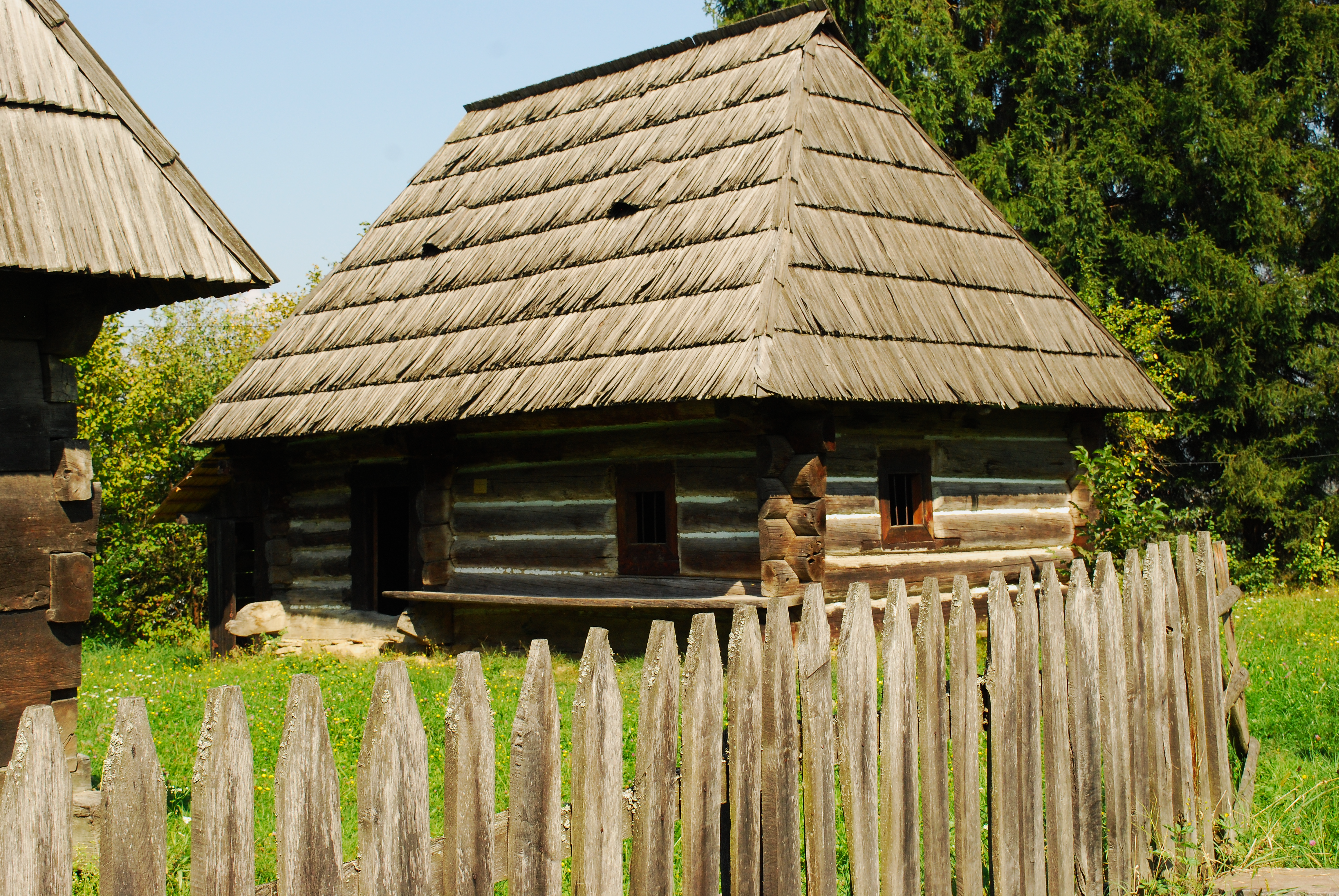
Maisons rurales dans le département de Maramureș.
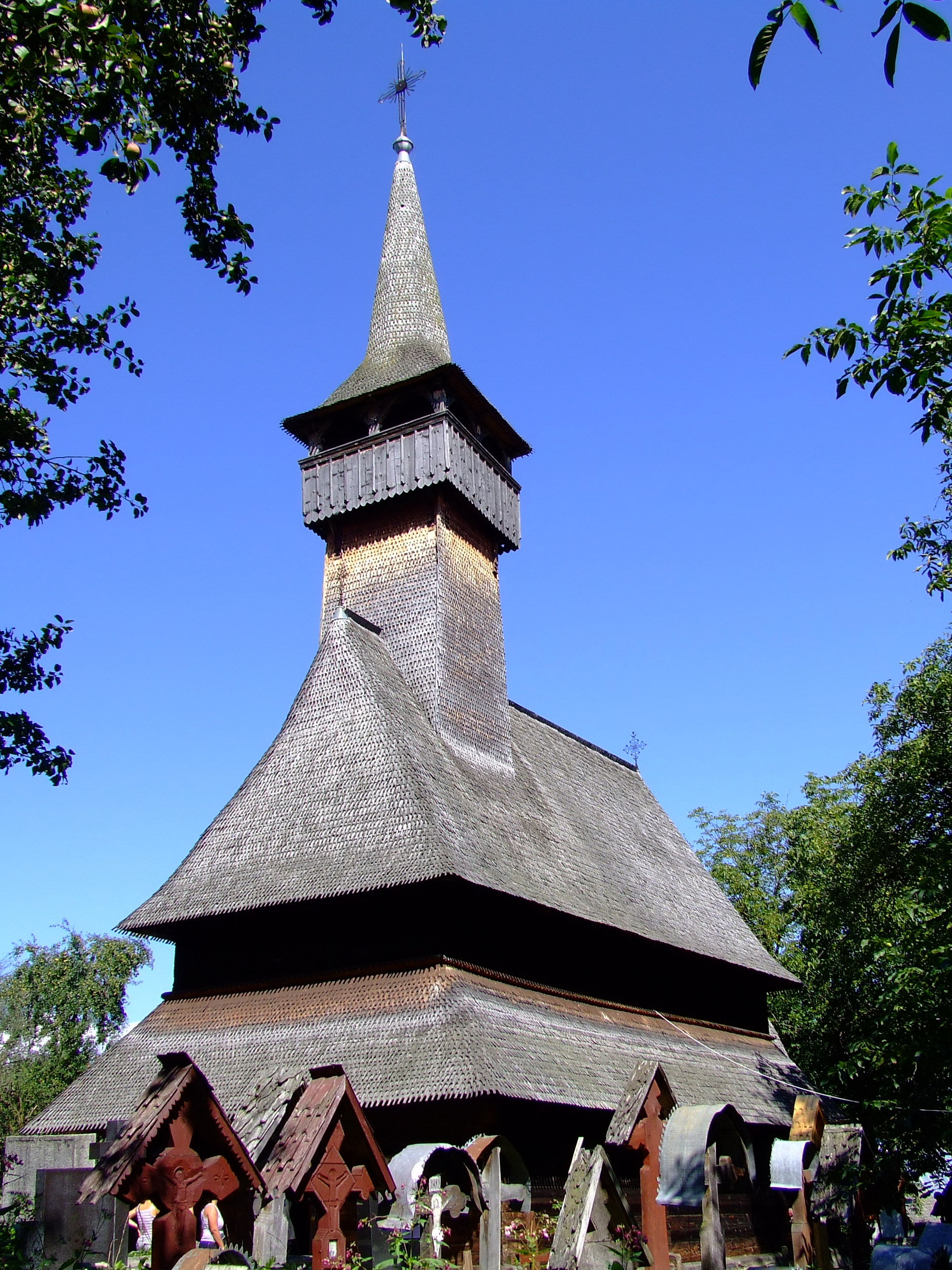
Église de la Nativité et de la Vierge à Ieud.

### En Russie

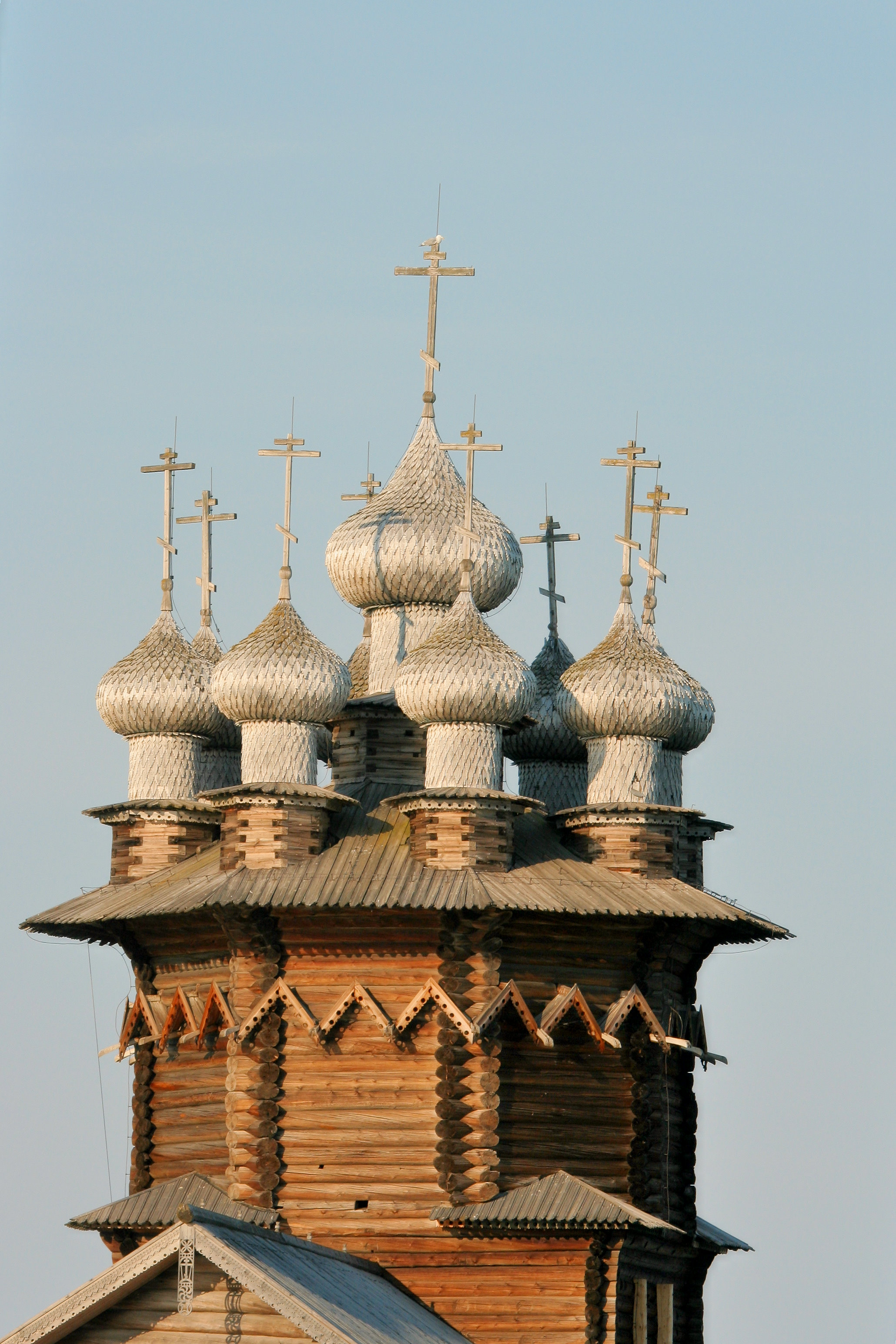
Pogost de Kiji. Clocher de l'église de l'Intercession.
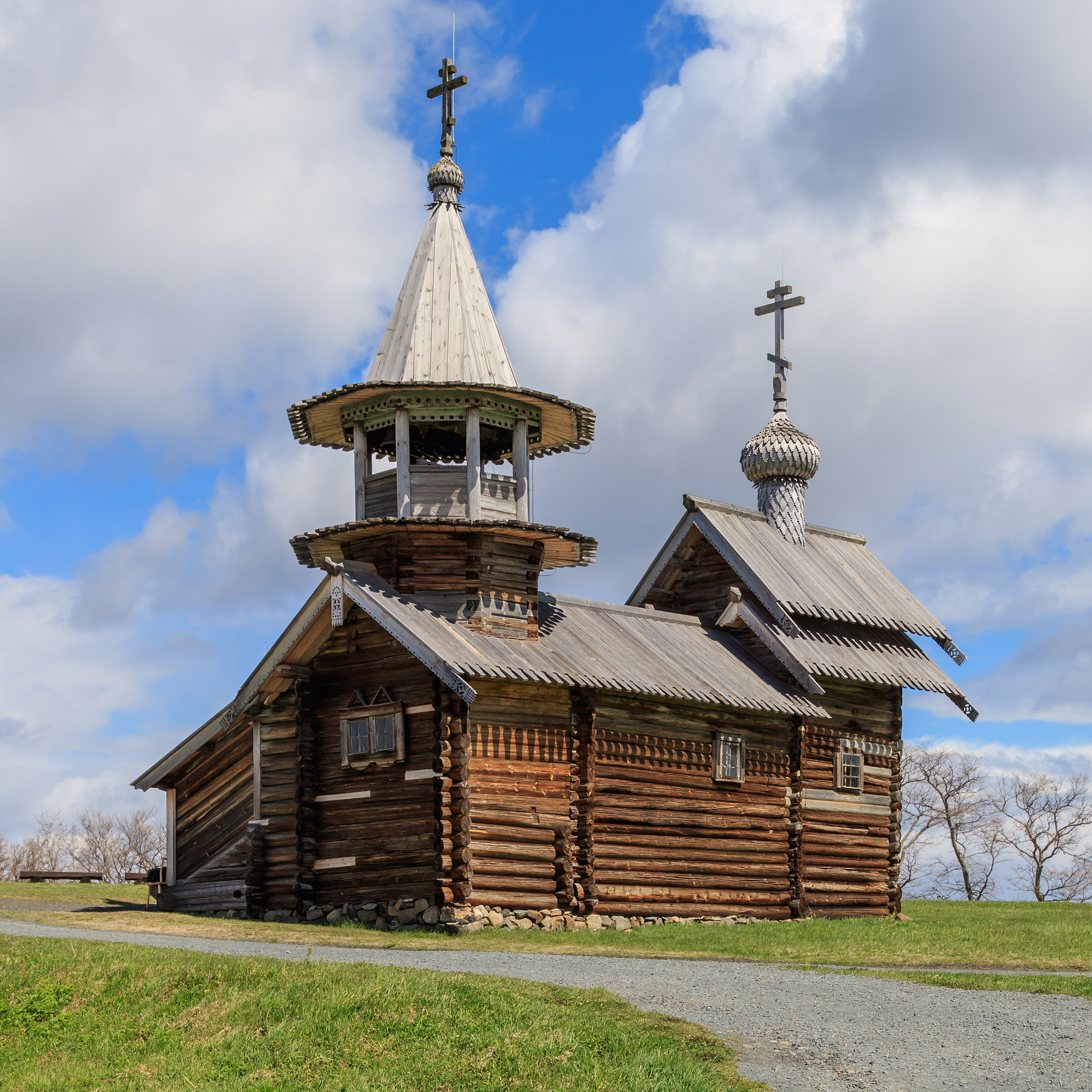
Chapelle Saint-Lazare à Kiji en Carélie.
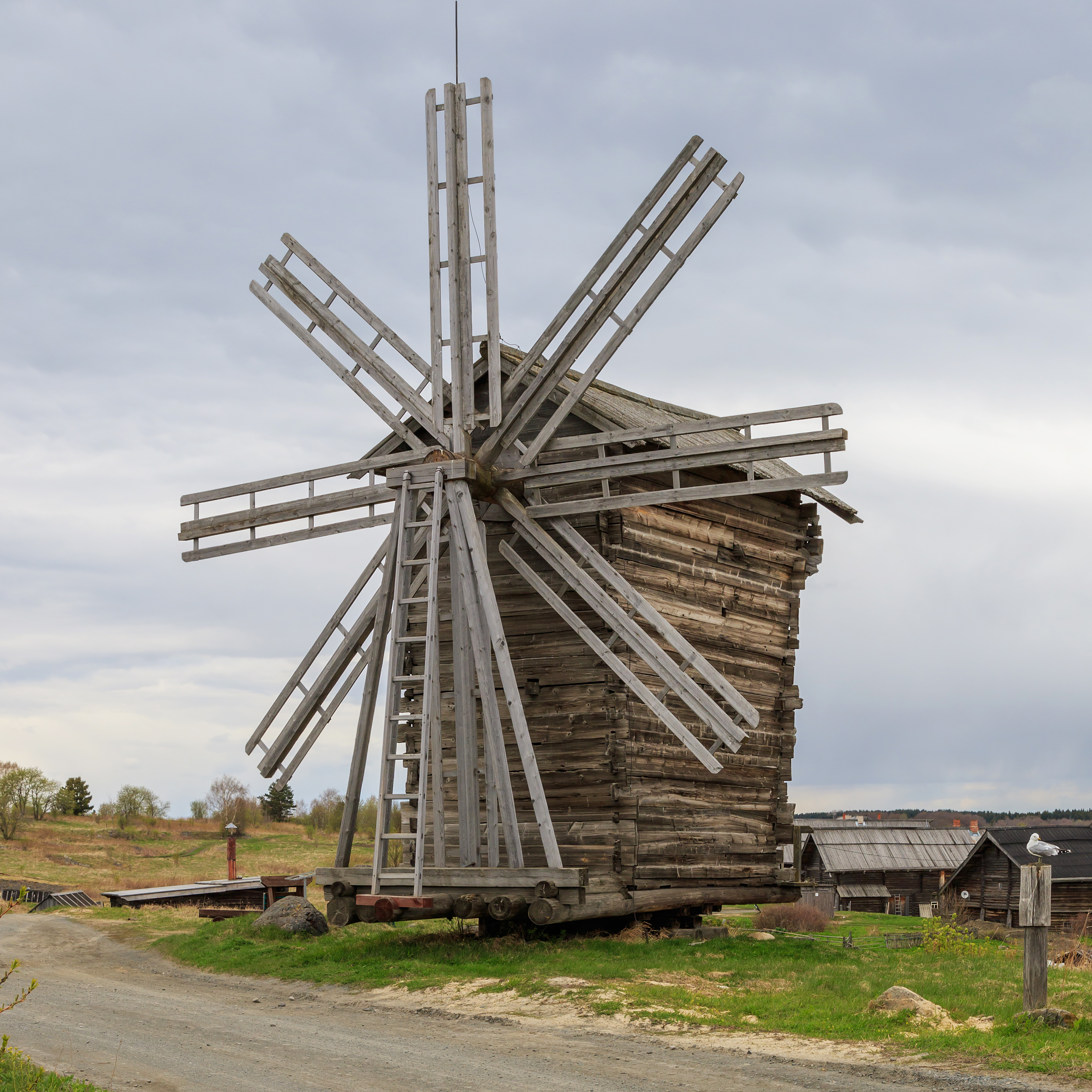
Moulin à vent du musée-réserve de Kiji.
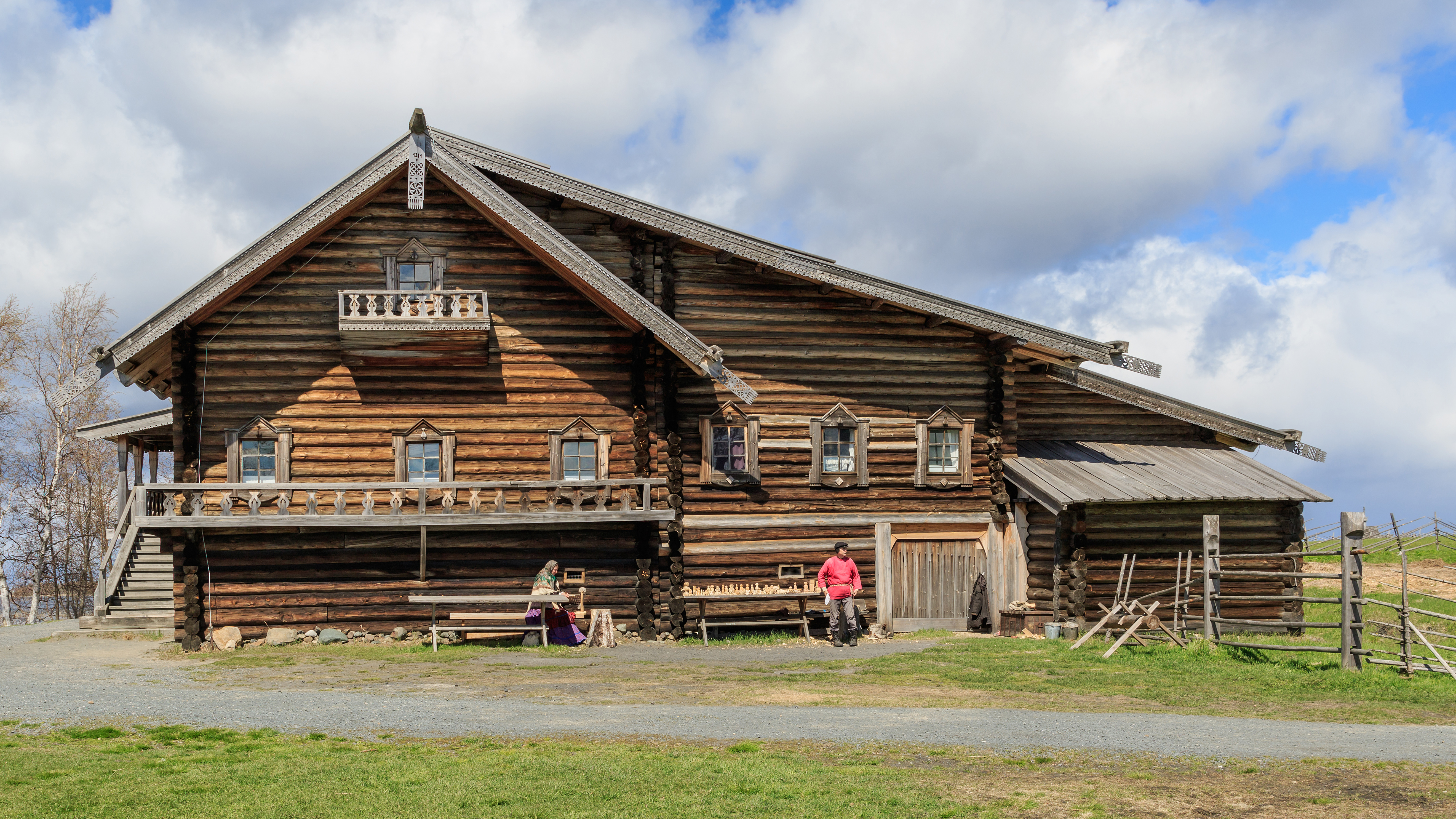
Isba.
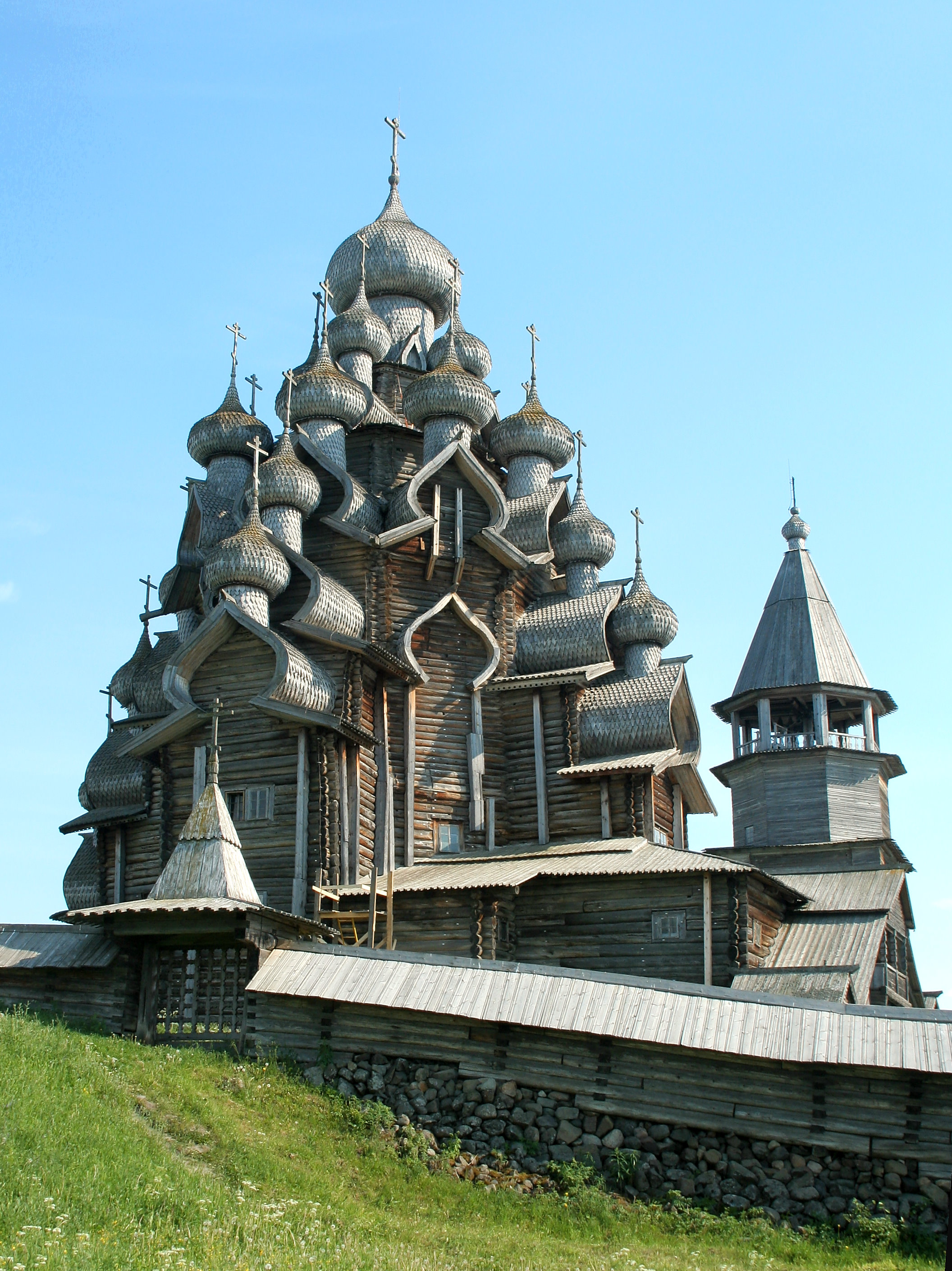
Eglise "Kishi"de la transfiguration sur l'île de Kiji

### En Scandinavie

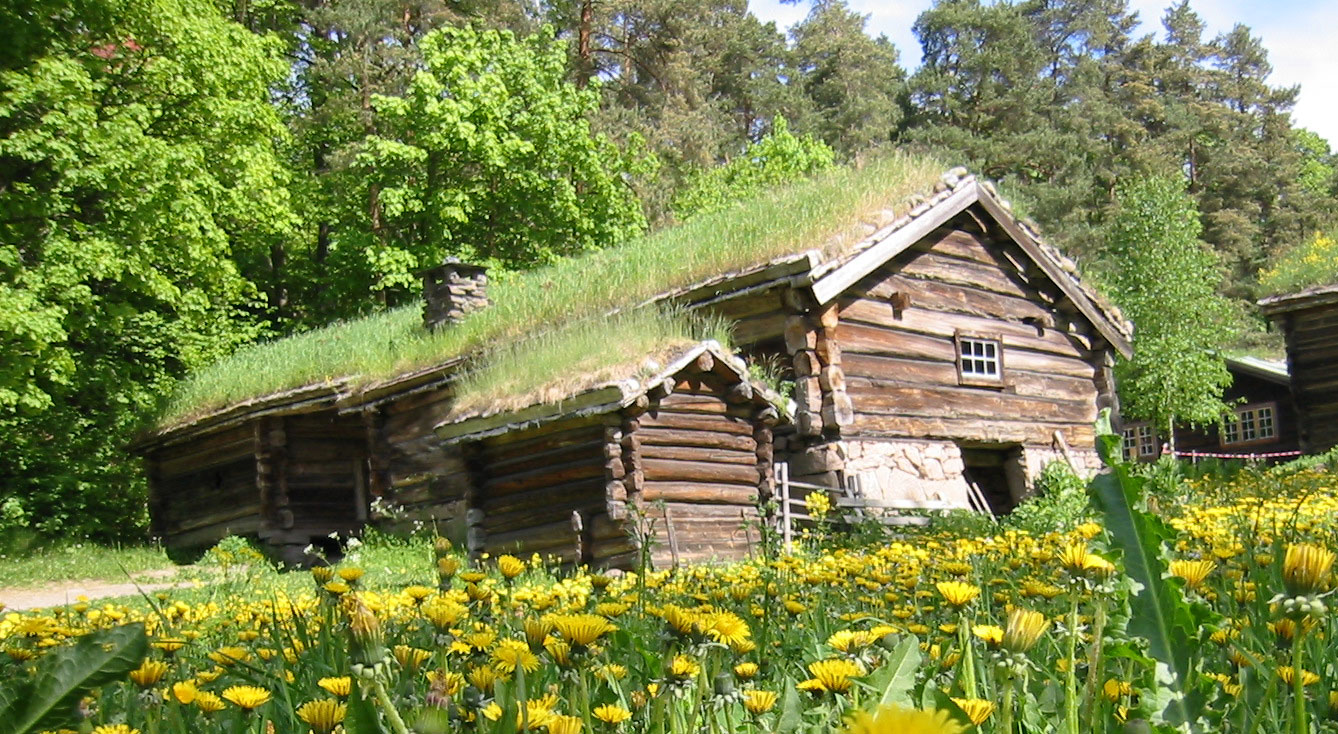
Construction en rondins empilés norvégienne.
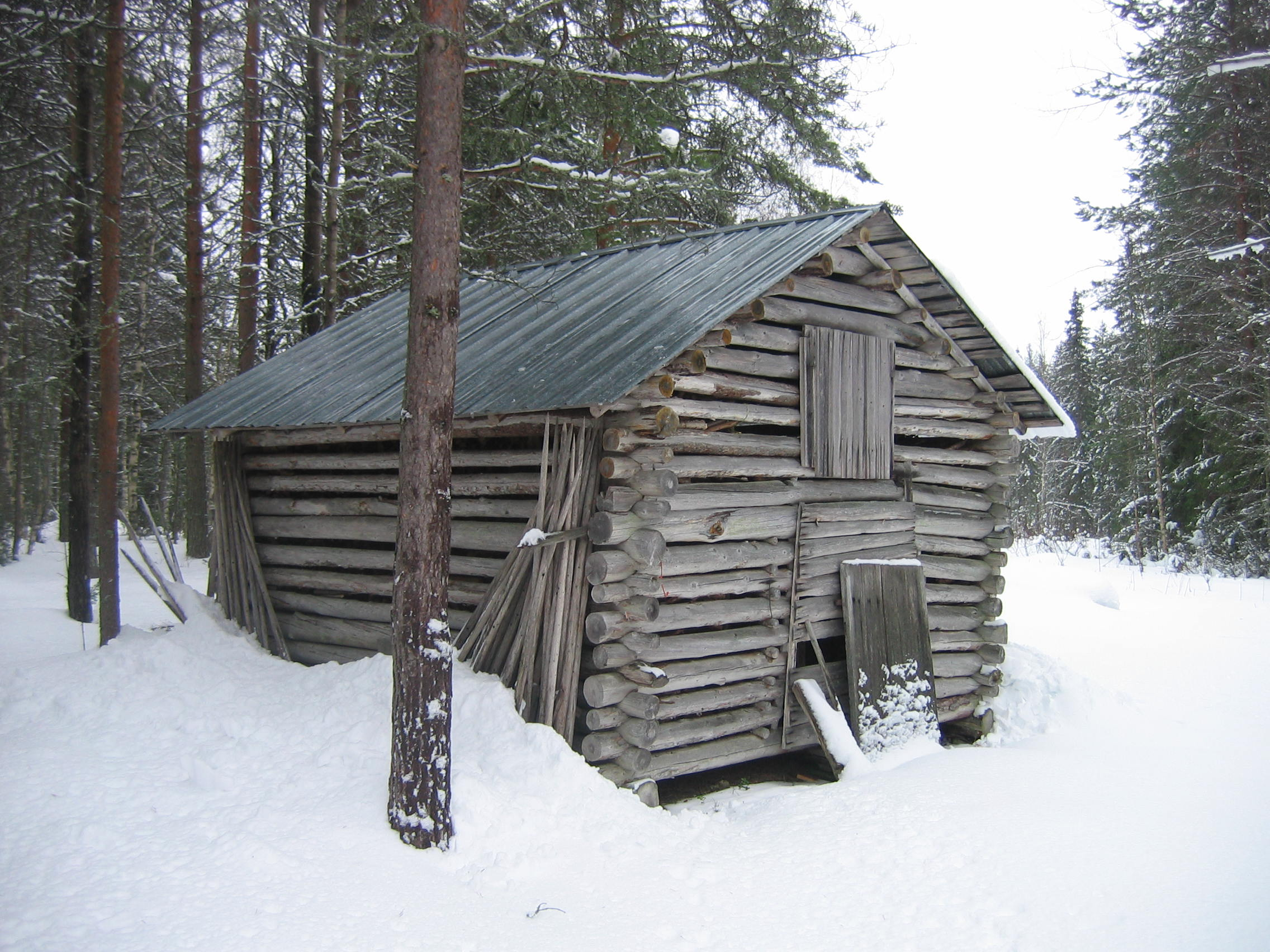
Fenil finlandais.
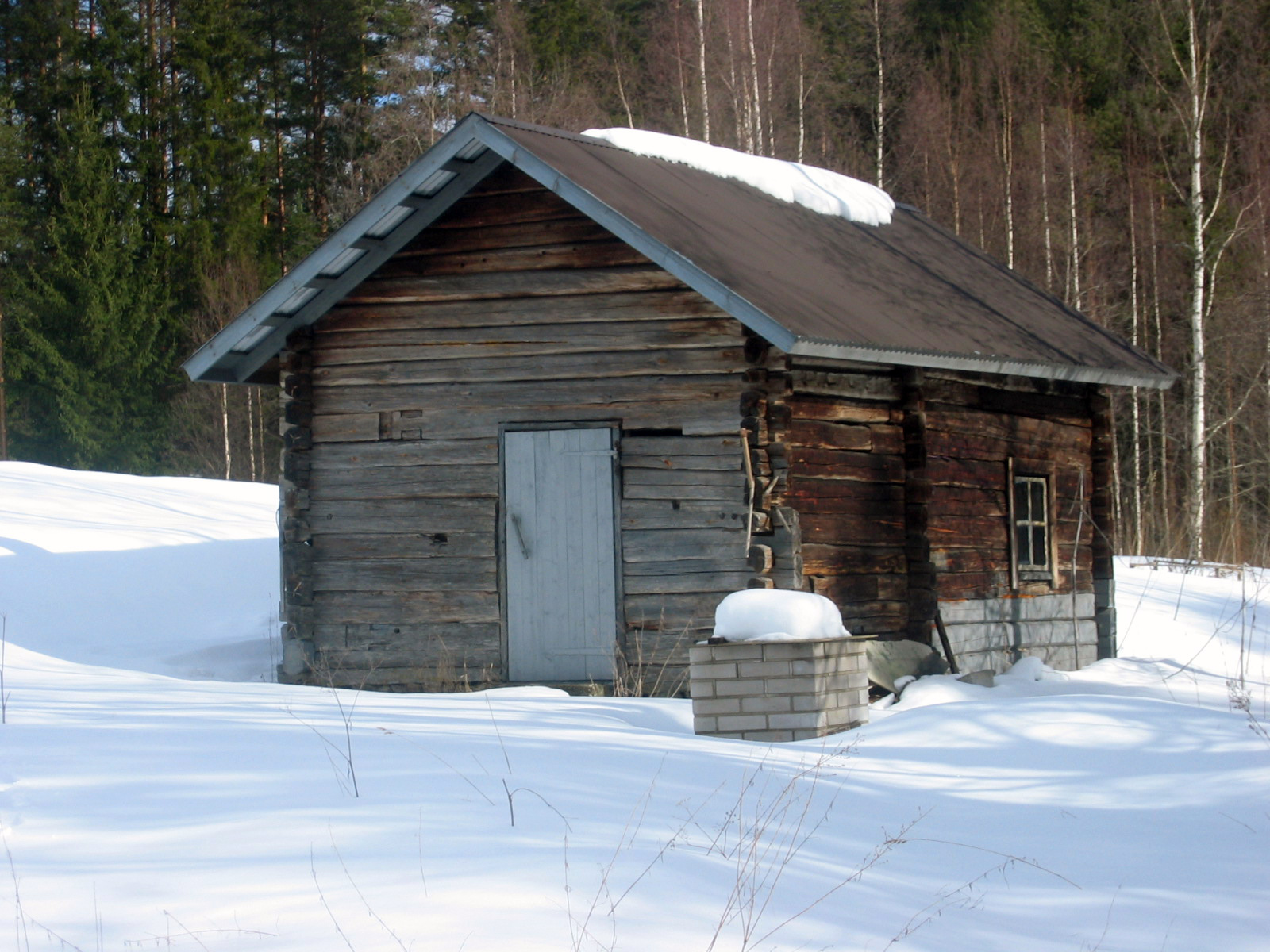
Sauna à fumée à Enonkoski (Finlande).
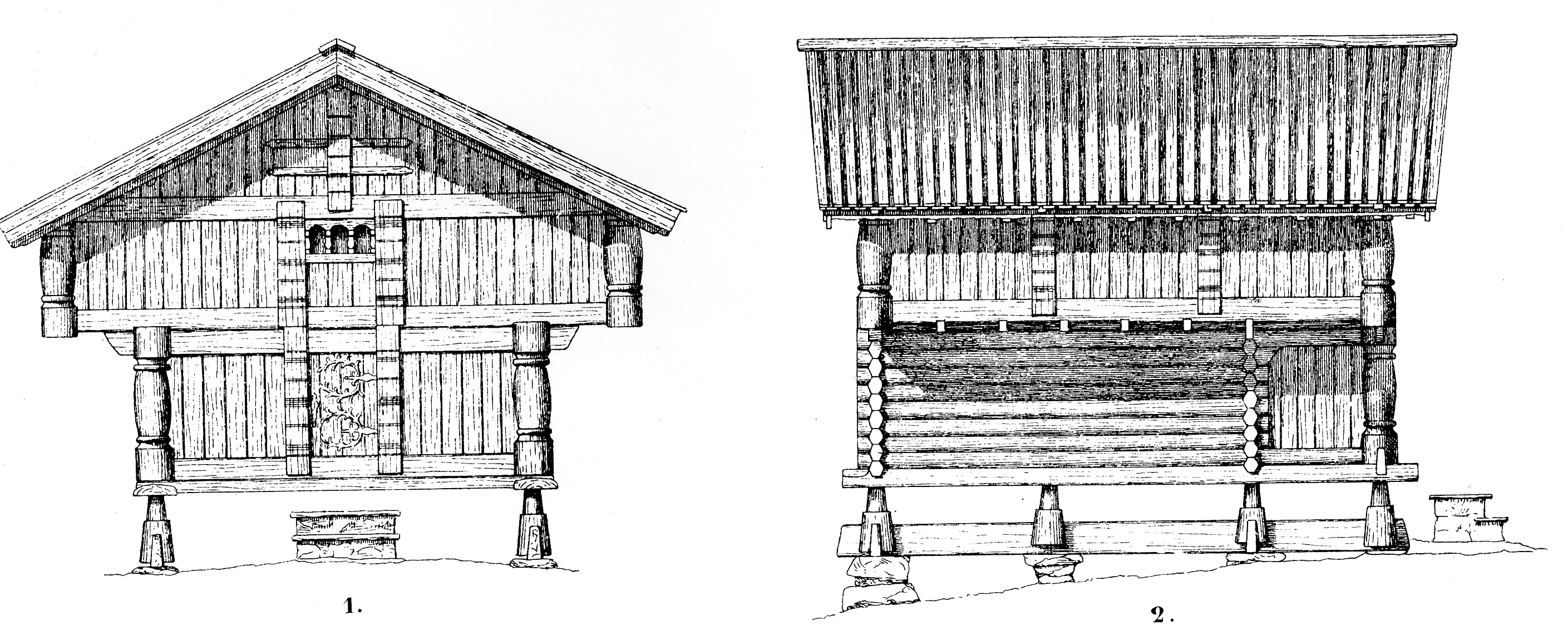
Grenier sur piliers (Stabbur) (Norvège).

## Constructions en bois empilé en Amérique du Nord

### Une technique importée

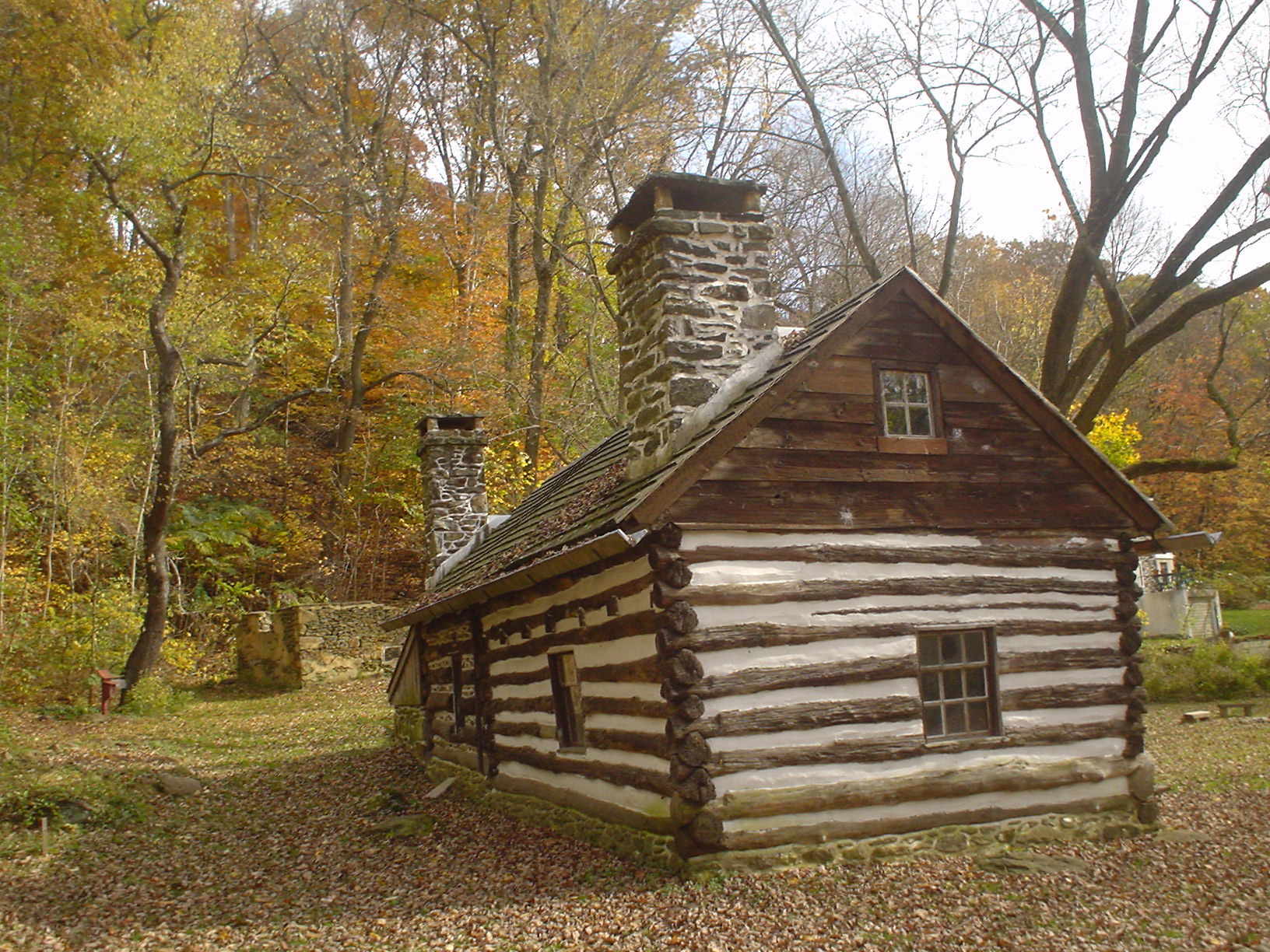
Lower Swedish Cabin, Drexel Hill, Pennsylvanie. L'une des plus anciennes cabanes en rondins aux États-Unis.

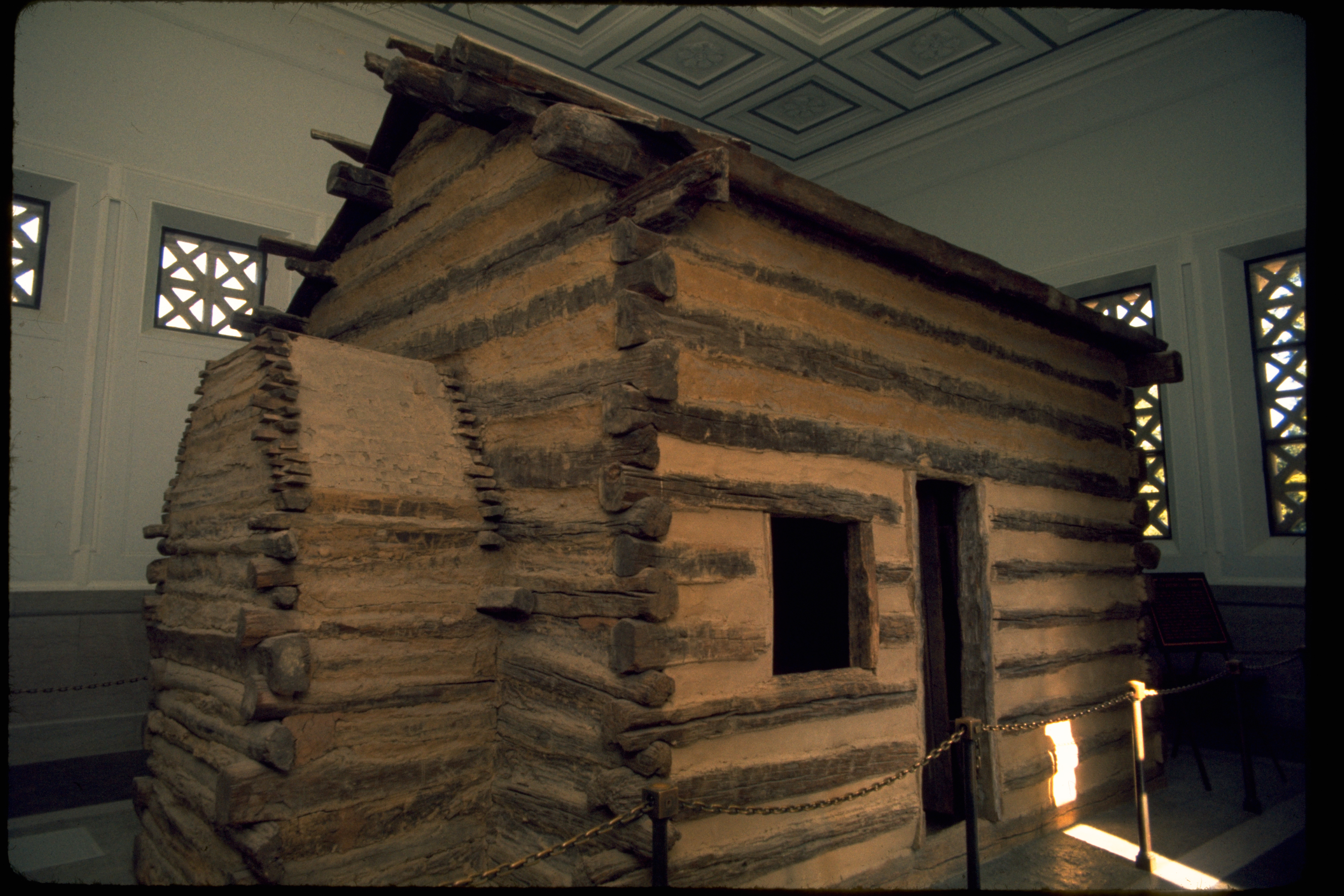
Maison natale d'Abraham Lincoln dans le Kentucky aux États-Unis

En Amérique du Nord, la technique par empilement de tronc équarris suivant un plan rectangulaire rudimentaire et simple a été utilisée couramment par les colons qui avaient apporté cette technique d'Europe. Une autre technique qui emploie des troncs d'arbres empilés, leurs extrémités entaillées et entrelacées, s'est développée début XVIIIe siècle, importée par les colons suédois. Une technique présente au Canada emploie des poteaux rainurés entre lesquels des madriers horizontaux tenonnés forment les murs.
En 1960, Richard W. Hale, dans son ouvrage The French Side of the ‘Log Cabin Myth’, décrit et documente une tradition française de la construction en rondins de bois en Amérique du Nord dérivée du colombage. Il qualifie la technique qui fait usage de poteaux rainurés et de bois horizontaux tenonnés (grooved post with horizontal tenoned wall logs) de « poteaux sur soles », de même il dénomme la technique à extrémités entaillées et entrecroisés (interlocking notched corners) de « pièce sur pièce ». L'objectif de Hale est de soutenir en la nuançant, l'affirmation d'Harold Shurtleff dans son ouvrage The Log Cabin Myth) selon laquelle la méthode de constructions en rondins (log building methods) n'est pas américaines mais a des origines européennes ; Hale ajoute une composante française au débat lancé par Shurtleff sur l'importance des Suédois du Delaware dans la genèse du modèle à partir du XVIIIe siècle seulement. Il ne fut en effet pas employé par les Hollandais en Nouvelle-Néerlande, ni par les Français au Canada et il était inconnu des Indiens. La cabane en rondins (log cabin) est, dit-il, une forme de construction supérieure pour une société de pionniers. Elle ne présente pas de difficultés particulières et elle peut être construite rapidement par un cercle de voisins, à partir de quelques troncs de pins ou de pruche qui sont légion dans le Nord. Elle ne requiert pas d'autre outils qu'une hache.
Toutefois, c'est ce que veut démontrer Shurtleff, elle était malheureusement inconnue des premiers colons qui construisirent des prisons en troncs équarris (Log huwn square, soit des madriers), entrelacés à leurs extrémités par de savants assemblages à mi-bois (Lap joint) ou à queue d'aronde (Dovetail joint), ce qui exige en matière d'outillage, plus qu’une simple hache. La cabane de rondins aurait donc été introduite par les Suédois lorsqu'ils s'implantèrent dans le Dalaware en 1638. Cette manière de construire aurait été communiquée aux colons allemands, quoique cette technique ne devait pas leur être inconnue puisque présente à cette époque dans certaines régions d'Allemagne et de Suisse. 
Ce sont les Scotch-Irish Americans (en) qui popularisent son usage dans la communauté anglo-saxonne car venus de pays où la manière d'habiter est plus rudimentaire, ils se satisfirent de cette construction. Ce sont eux qui en firent un symbole de l'American pioneer (en). La log cabin devient un argument de campagne du président William Henry Harrison lorsque son adversaire affirme qu'il ne mérite pas la Maison-Blanche, ce qui achève de forger le mythe. La log cabin est alors associée à toutes les valeurs de la société américaine.
La cabane en rondins est présente dans la littérature, elle sert de support au récit de Laura Ingalls Wilder, dans La petite maison dans les grands bois (1932) suivi de La Petite Maison dans la prairie (1935). Elle est poussée dans l'arène[pas clair], attaquée par les sioux dans le Buffalo Bill's Wild West (1882-1913) de William Frederick Cody.

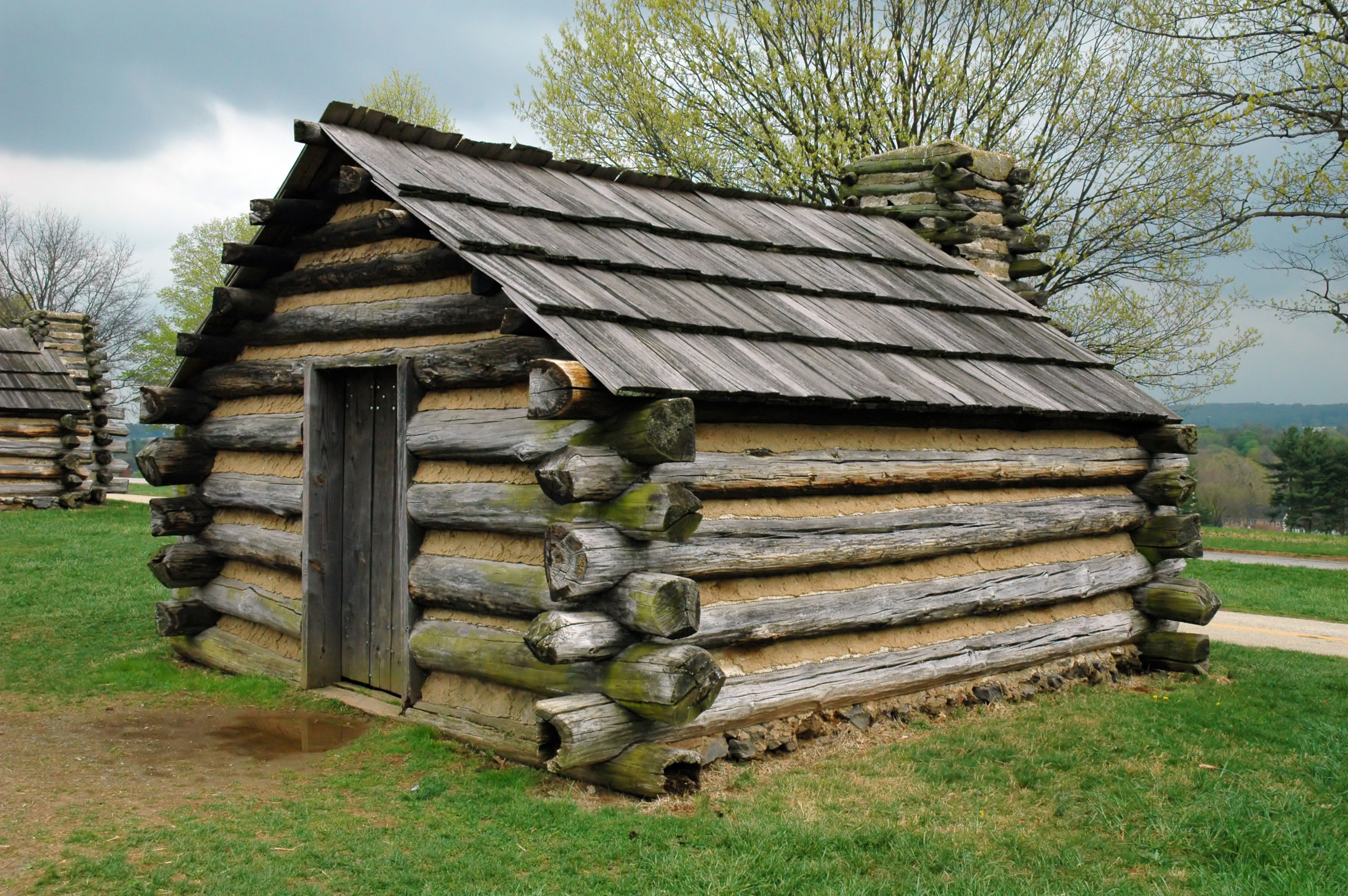
Réplique d'une cabane en rondins bruts et terre à Valley Forge.
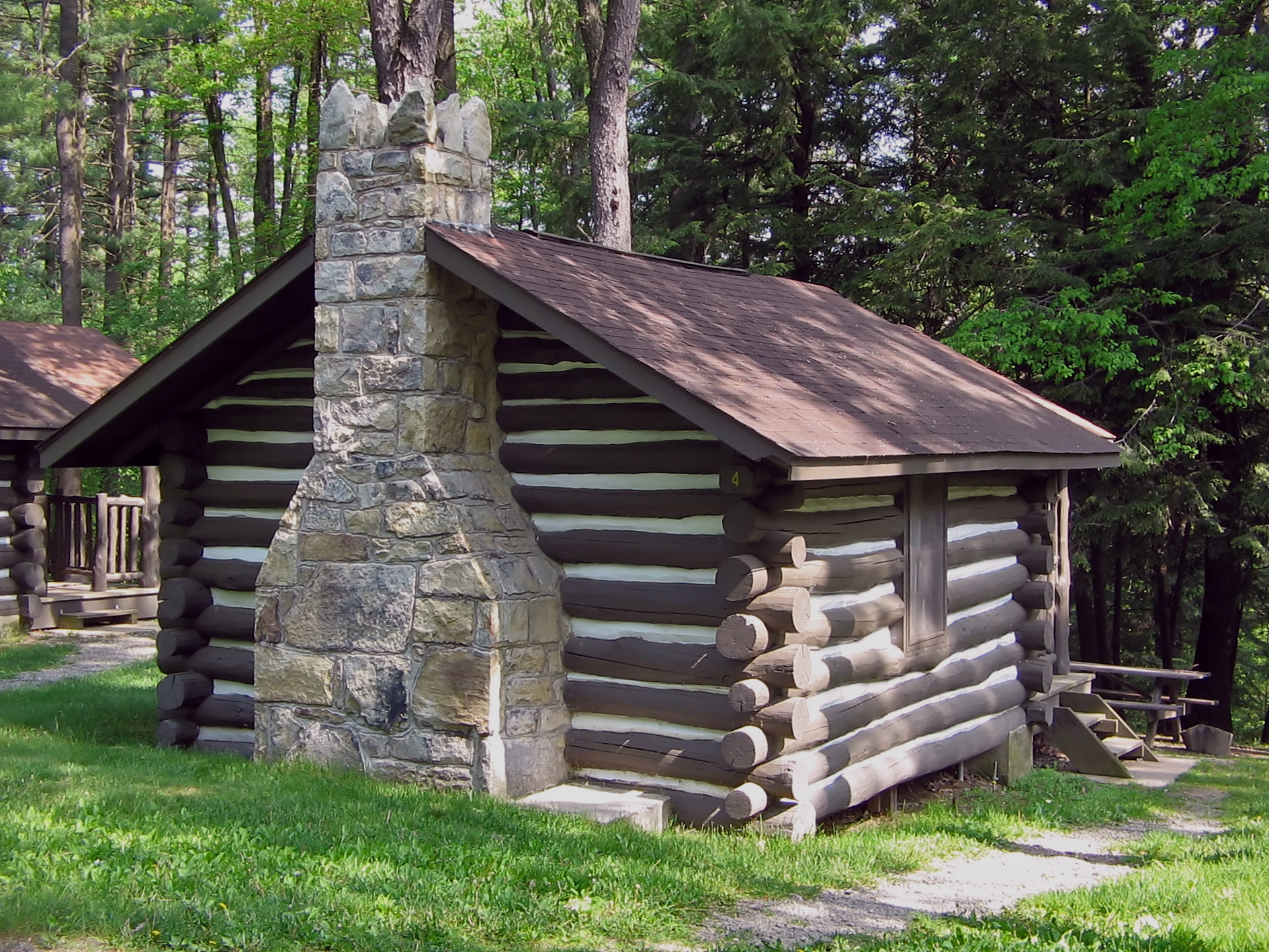
Construction en rondins empilés nord-américaine.
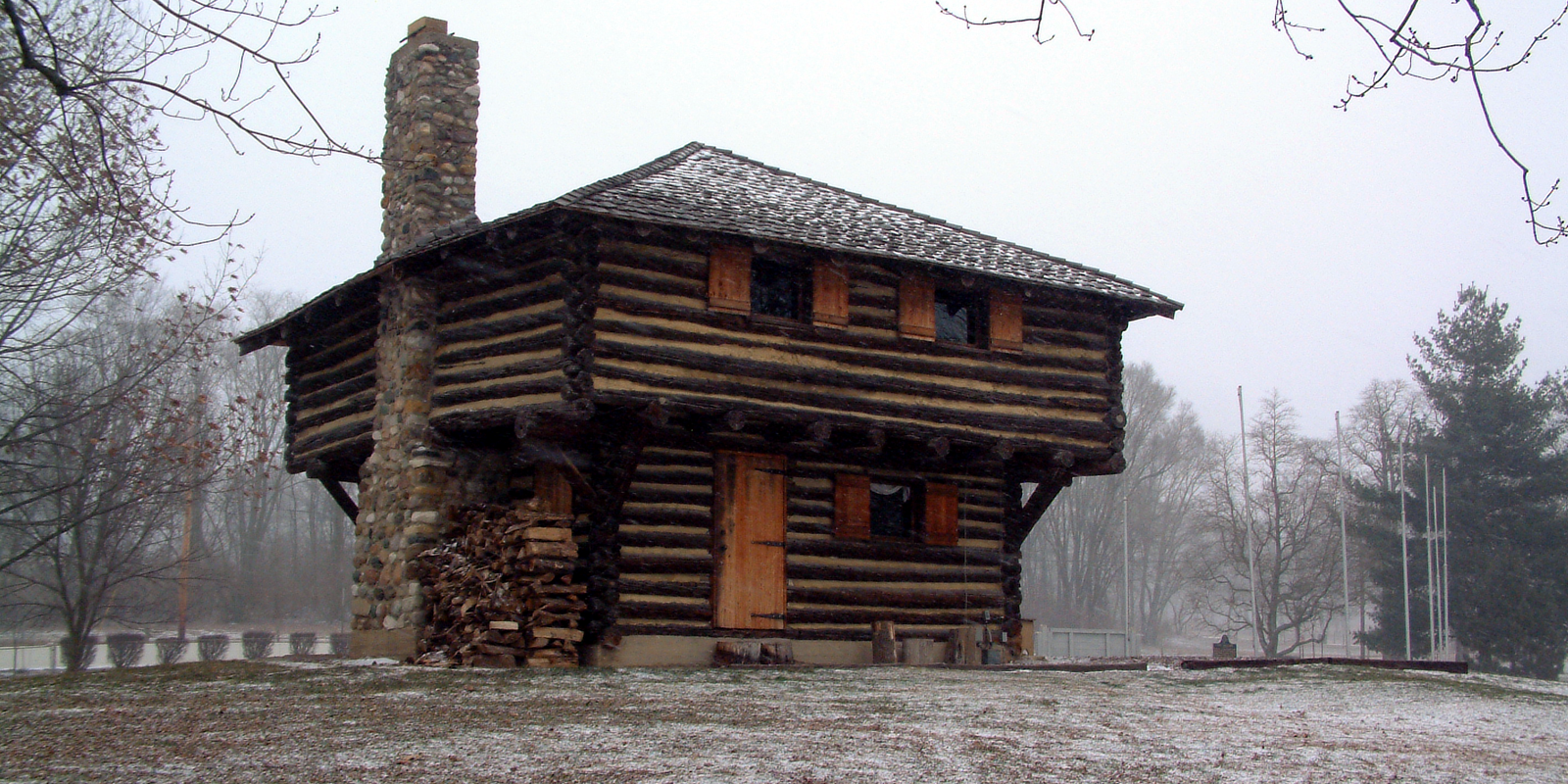
Fortin (blockhouse) d'Amérique du Nord.

### Culture du Midland (Pennsylvanie)

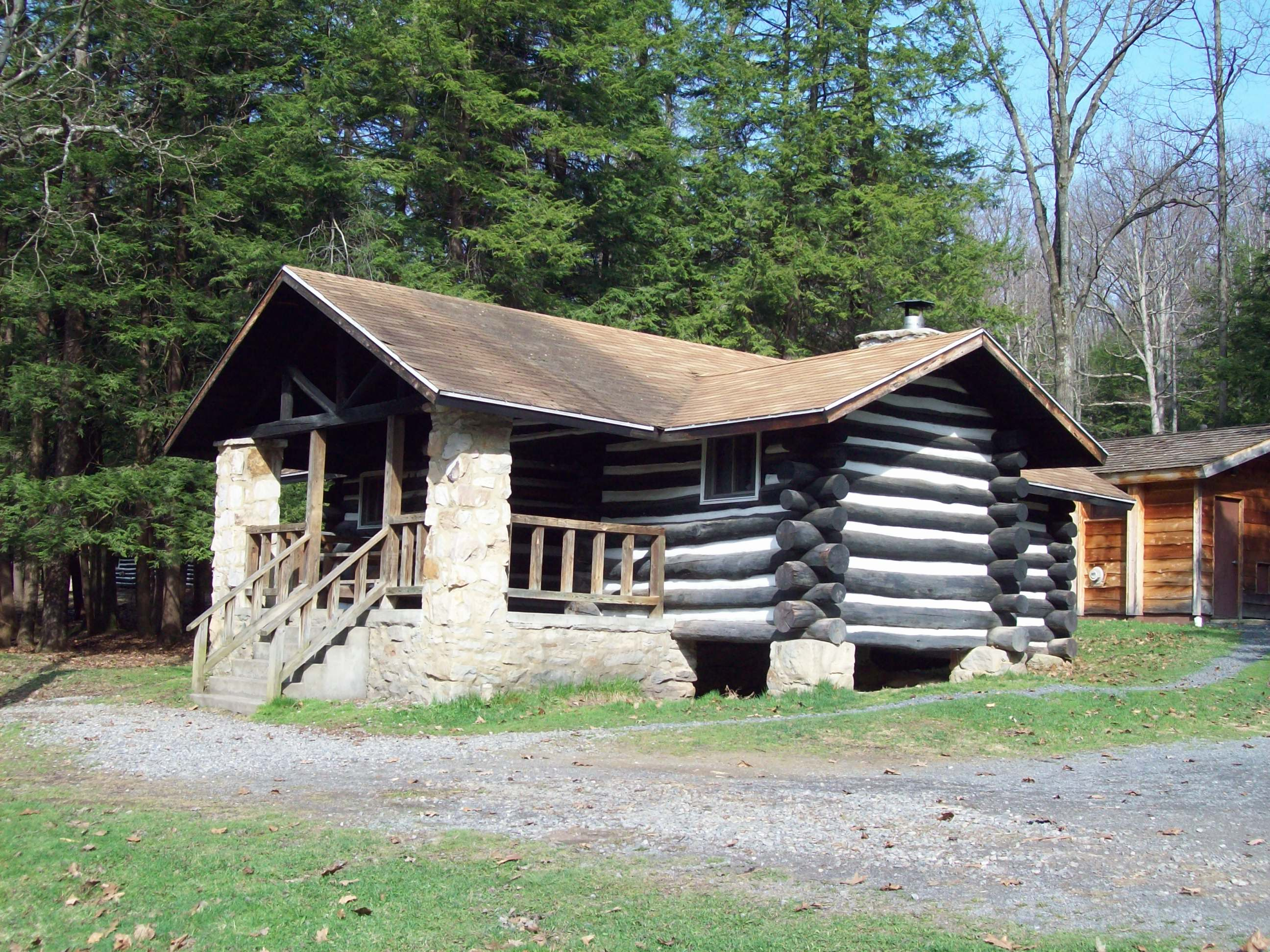
Cabane du Parker Dam State Park Family Cabin District, en Pennsylvanie.

La culture du Midland possède des caractéristiques particulières dont la multiplicité dénote une solide phase pionnière:
- Utilisation de bois ronds ou taillés recto-verso avec arrondi supérieur et bas gauche. Les bois taillés fournissent un plus grand espace intérieur que les bois ronds ;
- les bois demi-ronds ;
- les planches de bois taillées allant de modéré à mince ;
- l'espace entre les bûches (chink), rempli ou non d'une variété de matériaux (appelés chinking) ; Il n'y a pas de chink dans les bâtiments de bûches britanniques comme les blockhaus et les maisons de garnison ;
- types d'entailles (manières dont les bois sont entrelacés aux angles) ; selle, V, demi-queue d'aronde, pleine queue d'aronde, carré, demi-encoche et diamant. Le poteau d'angle, bien que n'étant pas une encoche, est utilisé dans la culture du Midland ;
- le gable couvert ou non par des rondins ;
- la grange de la Pennsylvanie (en) (grange de talus, bank barn (en)) ;
- la grange à double corps (en); passage à ciel ouvert.

Les structures en rondins sont perdues à un taux estimé à 1/3 du nombre total restant tous les 25 à 30 ans. Elles ont meilleure chance de survie lorsqu'elles ont une utilité pour le propriétaire - comme une maison, une grange, un entrepôt ou une autre fonction ou valeur d'héritage familial.

## En Amérique du Sud
Les colons du Pérou qui colonisent l'Amazonie construisent également des cabanes en rondins similaires à ceux des colons nord-américains. L'abondance du bois autorise ce genre de construction.

Cabanes de colons du Pérou
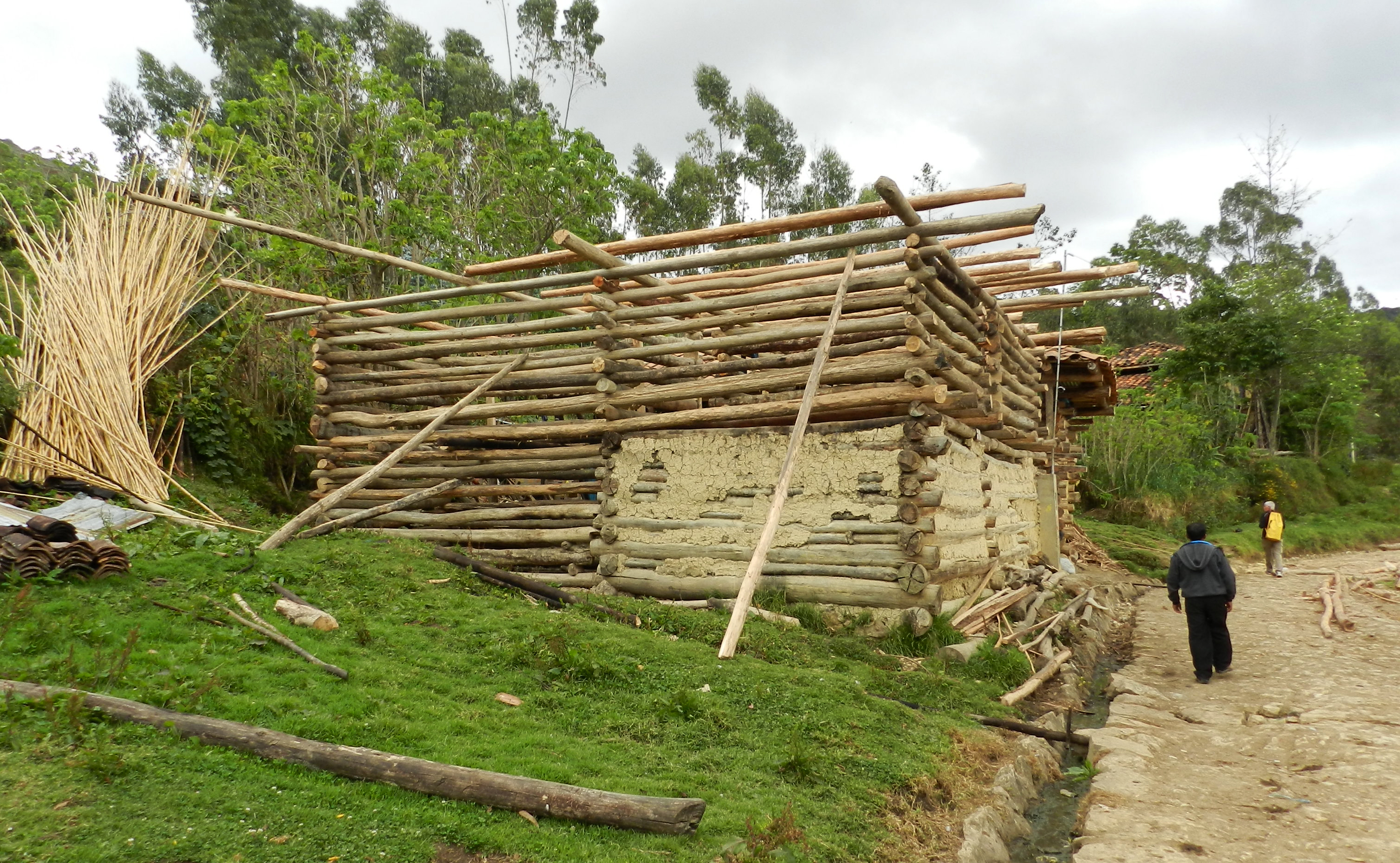
Cabane en construction à San Bartolo, Luya, Amazonas.
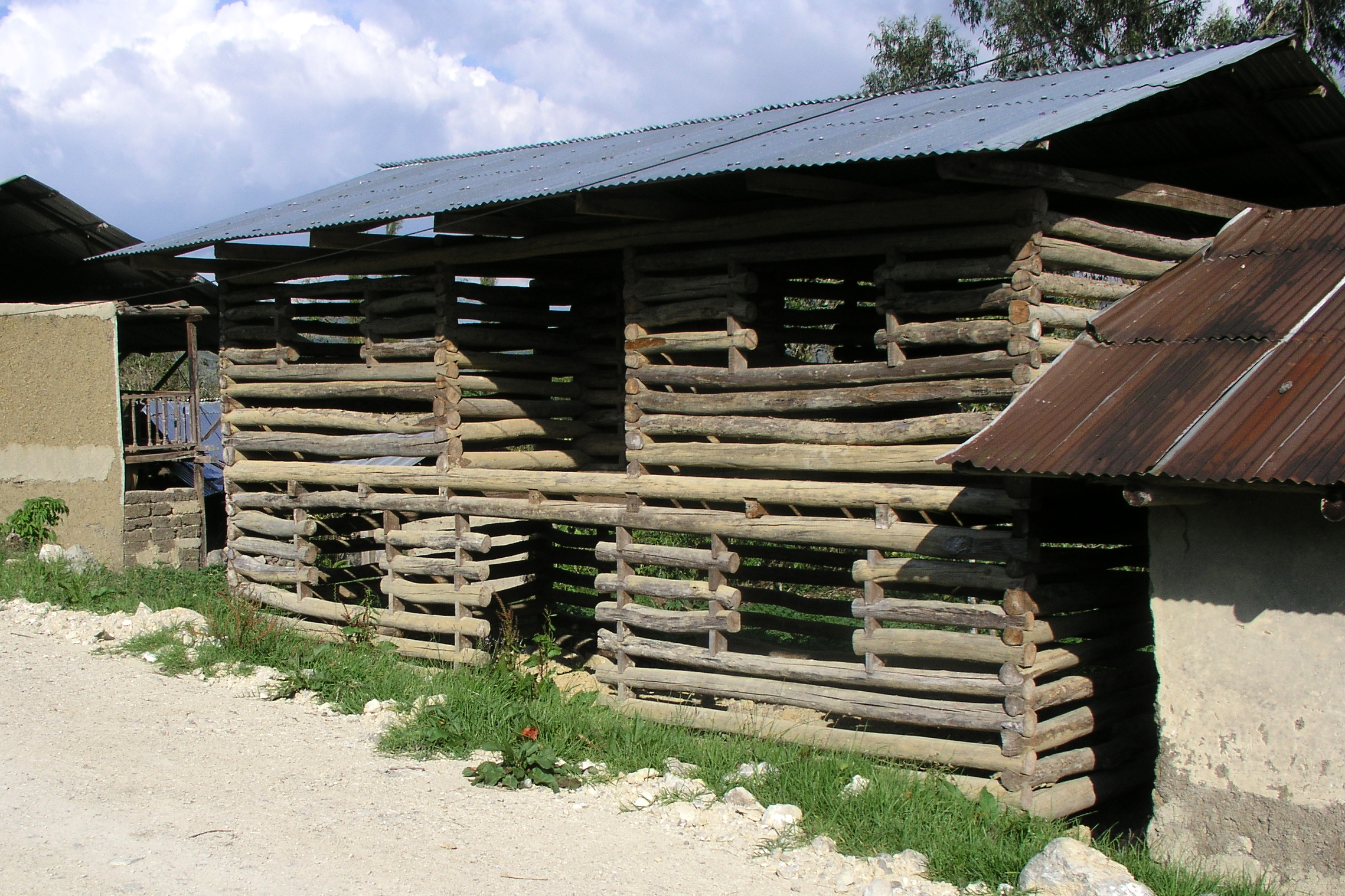
Cabane de Pomacocha, Chachapoyas, Amazonas.
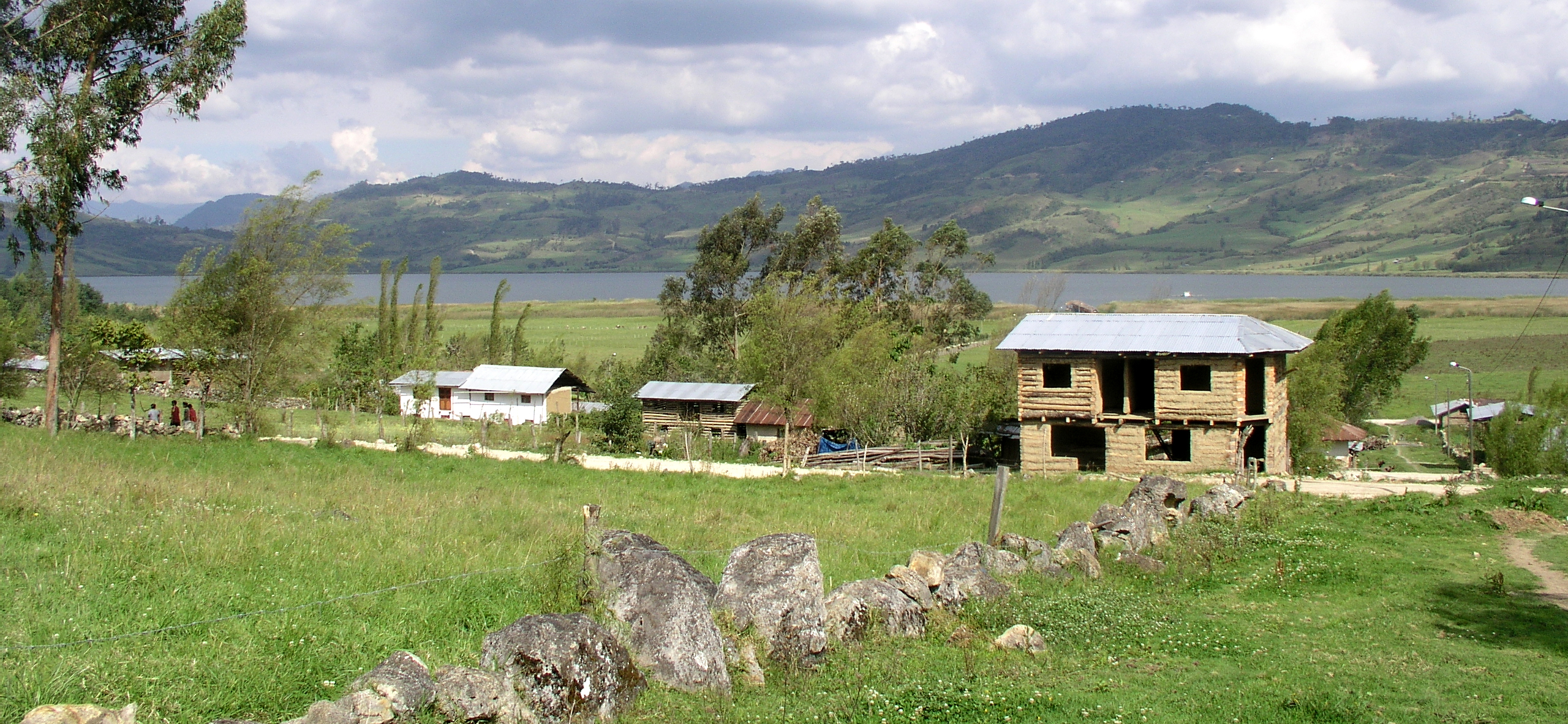
Cabane près du lac de Pomacocha, Chachapoyas, Amazonas.
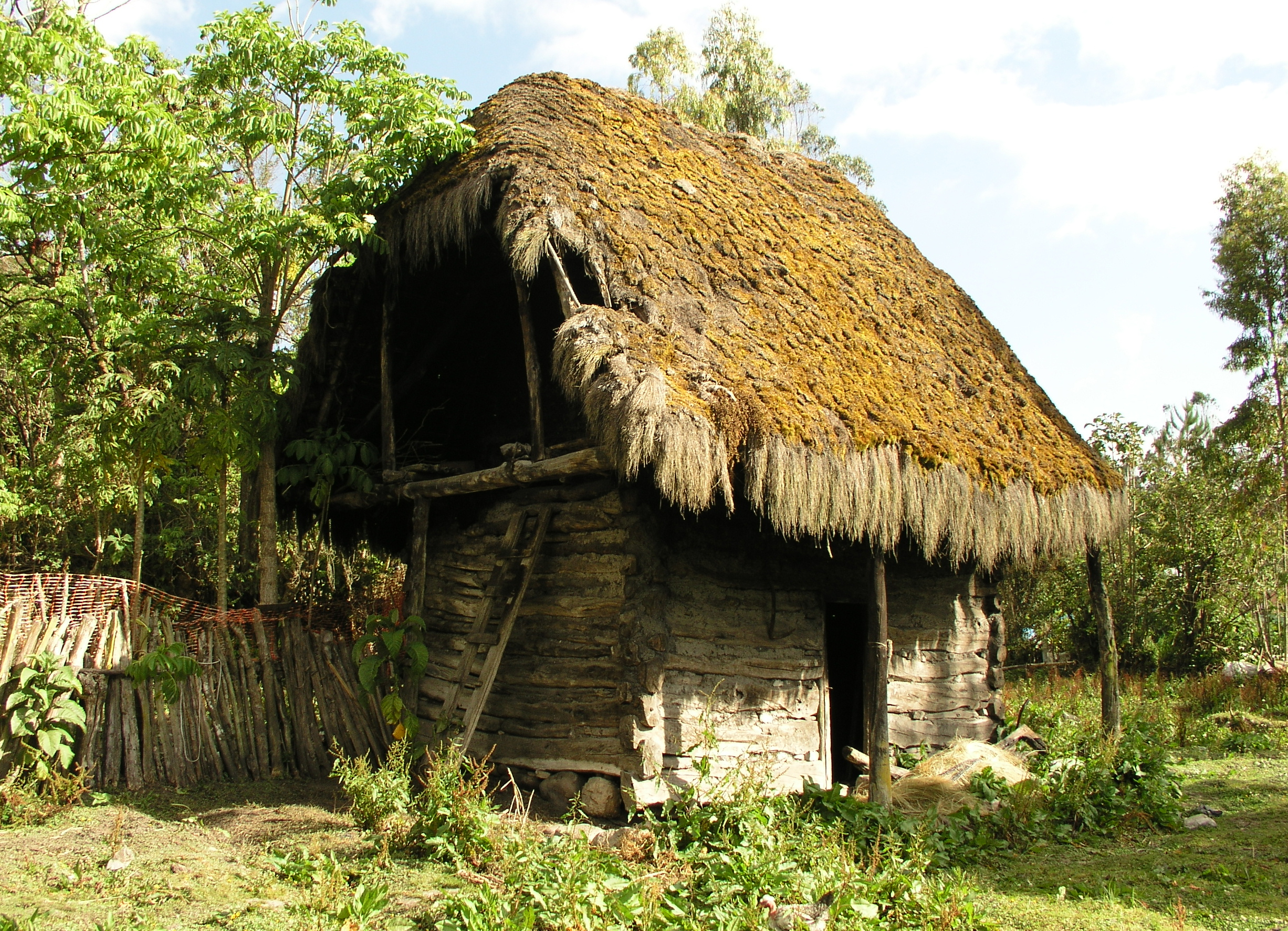
Cabane des premiers colons de Granada, Chachapoyas, Amazonas.

## Au Japon

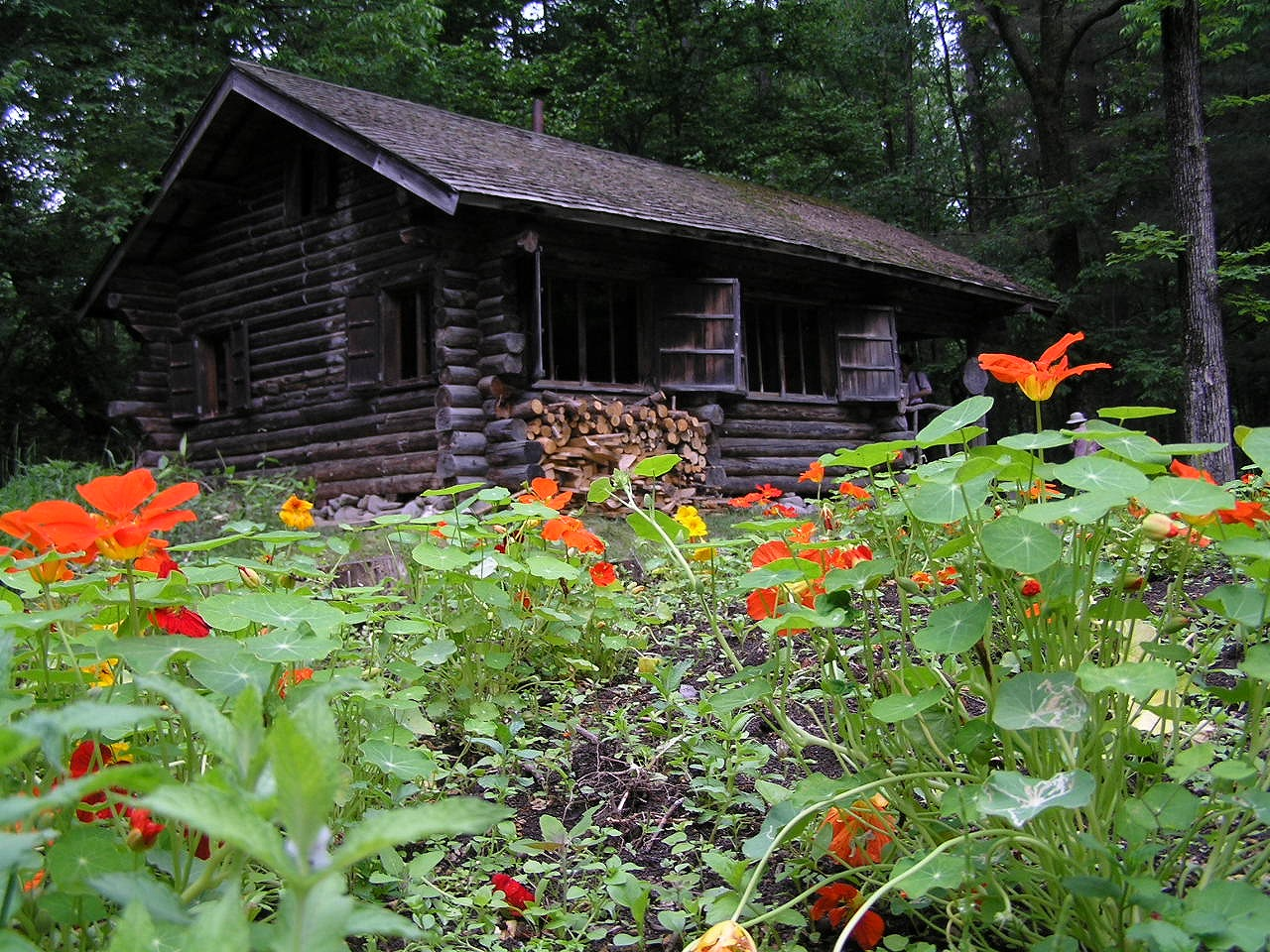
Maison en rondins japonaise
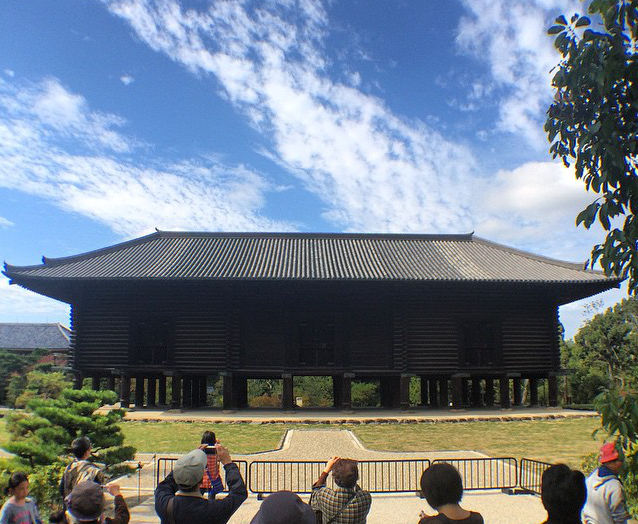
Shōsō-in. La maison du trésor impériale du Tōdai-ji, Nara